# Locomotoras del Great Western Railway
Las características de las primeras locomotoras del Great Western Railway (GWR) fueron especificadas por Isambard Kingdom Brunel, pero al poco tiempo este cometido pasó a manos de Daniel Gooch, nombrado Superintendente de Locomotoras del ferrocarril en 1837. Gooch diseñó varios tipos diferentes de máquinas de gran ancho de vía (7 pies 1/4 plg (2140 mm)) para el pujante ferrocarril, como las del tipo Firefly y más adelante las de la Clase Iron Duke 2-2-2. En 1864, Gooch fue sucedido por Joseph Armstrong, quien aportó a los Talleres de Swindon su experiencia en las locomotoras de ancho estándar. Para reemplazar algunas de las antiguas locomotoras, colocó ejes para vía de gran ancho en sus locomotoras de vía estándar y, a partir de ese momento, todas las locomotoras pasaron a ser identificadas con números, incluidas las de vía de gran ancho que anteriormente se habían denominado con nombres propios.
La temprana muerte de Joseph Armstrong en 1877 significó que la siguiente fase del diseño del material de tracción fuera responsabilidad de William Dean, su asistente y sucesor. Dean pasó a desarrollar locomotoras del tipo 4-4-0 capaces de alcanzar velocidades elevadas, aunque el siguiente ingeniero, George Jackson Churchward, comenzó a introducir máquinas del tipo 4-6-0 que se harían muy populares en los años posteriores. Churchward también fue el responsable de la introducción de los automotores de vapor empleados en los trenes de pasajeros de los ramales de poco tráfico y en recorridos suburbanos. En 1921 pasó a ser responsable de las locomotoras Charles Collett, quien estandarizó los muchos tipos de máquinas que entonces estaban en servicio, produciendo las icónicas clases Castle y King. También introdujo la tracción diésel en forma de automotores aerodinámicos en 1934. El último ingeniero de locomotoras de la compañía fue Frederick Hawksworth, quien tomó el control en 1941 y produjo las locomotoras con diseño propio del GWR hasta después de la nacionalización de la empresa en 1948.
El GWR se había expandido rápidamente desde 1854 mediante su fusión con otros ferrocarriles. En 1876, la mayoría de las empresas de vía de gran ancho habían pasado a formar parte del GWR. La Ley de Ferrocarriles de 1921 finalmente puso bajo su control a la mayoría de las empresas independientes restantes en su zona de influencia. Muchas de las antiguas locomotoras de estas compañías fueron reemplazadas por diseños estándar del GWR, pero algunas de ellas se reconstruyeron utilizando componentes estandarizados.

## Librea
Durante la mayor parte del período de su existencia, el GWR pintó sus locomotoras de un característico color verde cromo medio. Inicialmente estaban enmarcadas con líneas de color rojo indio, pero luego se cambiaron al color negro. Las placas de identificación y número eran generalmente de latón pulido con un fondo negro, y las chimeneas a menudo tenían remates o "tapas" de cobre.

## Locomotoras del Great Western Railway

### Isambard Kingdom Brunel (1835–1837)
Las características de las primeras locomotoras del GWR fueron especificadas por Isambard Kingdom Brunel, pero estas máquinas inicialmente producidas según sus criterios no tuvieron demasiado éxito. Para satisfacer sus requerimientos, se probaron algunas ideas novedosas, como las locomotoras de engranajes Haigh Foundry; y la Hurricane y la Thunderer de T.E. Harrison, que tenían el motor y la caldera en chasis separados.
- Haigh Foundry 2-2-2s: Snake y Viper
- R y W Hawthorn: Hurricane y Thunderer
- Mather, Dixon (2-2-2 s): Premier, Ajax, etc.
- Sharp, Roberts (2-2-2 s): Atlas, Eagle y Lion
- Robert Stephenson: Morning Star y North Star
- Charles Tayleur (2-2-2 s): Vulcan, Apollo, etc.

### Daniel Gooch (1837-1864)
Daniel Gooch, en cuanto fue nombrado superintendente de locomotoras del ferrocarril, encargó la construcción de locomotoras más convencionales. Después de la Clase Star que encargó a Robert Stephenson and Company, diseñó una serie de tipos de locomotoras estandarizadas y exitosas que comenzaron con las clases de locomotoras de pasajeros Firefly y Sun, y las clases Leo y Hercules para trenes de mercancías. Para 1846 ya se habían inaugurado los Talleres de Swindon, y pudo construir sus propias locomotoras. Las más familiares de este período son las de la Clase Iron Duke 2-2-2 con sus ruedas motrices de 8 pies (2,44 m) de diámetro, un tipo de máquina que remolcó trenes expresos hasta el final de la vía de gran ancho en 1892. Gooch siguió desarrollando la flota de locomotoras de vía de gran ancho, produciendo el primer diseño de locomotora tanque con bogies adecuada para los trazados con empinadas rampas y curvas cerradas de las líneas del Sur de Devon en 1849, y las locomotoras de condensación para el Metropolitan Railway en 1862. Produjo más de 100 locomotoras de mercancías de la Clase Ariadne, con un diseño estandarizado en una época en que la mayoría de las clases tenían solo diez o veinte unidades, y los componentes que diseñaba a menudo eran intercambiables entre diferentes clases.
Con la adquisición de las líneas de ancho estándar del norte en 1854, llegaron 56 máquinas, una segunda instalación con capacidad para reparar locomotoras (los Talleres de Wolverhampton) y el ingeniero Joseph Armstrong. Los Talleres de Wolverhampton se hicieron cargo del mantenimiento de locomotoras de ancho estándar durante muchos años, aunque Daniel Gooch diseñó algunas locomotoras nuevas que se construyeron en Swindon y se transportaron a Wolverhampton en remolques especiales. Las primeras, las de la Clase 57, eran locomotoras de mercancías 0-6-0 construidas en 1855. Al mismo tiempo, algunas locomotoras de pasajeros de la Clase 69 fueron construidas por Beyer Peacock en Mánchester, por lo que pudieron transportarse sobre sus propias ruedas. Cuando Armstrong reemplazó a Gooch en Swindon en 1864, se habían adquirido muchas más locomotoras, procedentes de la absorción del Ferrocarril de Birkenhead y del Ferrocarril de Midland Oeste.
Gran ancho
- Clase Ariadne (0-6-0)
- Clase Banking (0-6-0 ST)
- Clase Bogie (4-4-0 ST)
- Clase Caesar (0-6-0)
- Clase Caliph (0-6-0)
- Clase Firefly (2-2-2)
- Clase Hercules (0-6-0)
- Clase Iron Duke (4-2-2)
- Clase Leo (2-4-0)
- Clase Metropolitan (2-4-0 T)
- Clase Premier (0-6-0)
- Clase Prince (2-2-2)
- Clase Pyracmon (0-6-0)
- Clase Sir Watkin (0-6-0 T)
- Clase Star (2-2-2)
- Clase Sun (2-2-2)
- Clase Victoria (2-4-0)
- Clase Waverley (4-4-0)

Ancho estándar
- Clase 57 (0-6-0)
- Clase 69 (2-2-2)
- Clases 77 y 167 (0-6-0)
- Clase 79 (0-6-0)
- Clase 91 (0-4-0 ST)
- Clase 93 (0-6-0 T)
- Clase 131 (0-6-0)
- Clase "Sharp" o 157 (2-2-2)
- Clase "England" o "Chancellor" (2-4-0)
- Clase 320 (2-4-0 WT)
- Clase 322 o "Beyer" (0-6-0)

### Joseph Armstrong (Wolverhampton 1854-1864, Swindon 1864-1877)
En 1864, Gooch fue sucedido por Joseph Armstrong, quien aportó su experiencia en máquinas de ancho estándar adquirida en la División del Norte para influir en las locomotoras de vía de gran ancho de mayor tamaño. Diseñó la Clase Hawthorn del tipo 2-4-0 y, en 1870, inició la renovación de las de la Clase Iron Duke con calderas más potentes. La conversión de muchas líneas de gran ancho al ancho estándar significó un período de consolidación, pero en 1876 la fusión con el Ferrocarril de Bristol y Exeter y con el Ferrocarril del Sur de Devon supuso que se agregaran 180 locomotoras a la flota del GWR. Para reemplazar algunas de estas locomotoras, Armstrong colocó ejes para las vías de gran ancho a las máquinas de la Clase 1076 de ancho estándar y, a partir de ese momento, las locomotoras del GWR recibieron números en lugar de los nombres propios empleados hasta entonces.
Armstrong desarrolló el tipo 2-2-2 como su locomotora preferida para los trenes expresos, produciendo 30 unidades de la Clase Sir Daniel de 1866 y 21 unidades de la Clase Queen de 1873. Las del tipo 2-4-0 más pequeñas, como las de la Clase 439 de 1868, se emplearon en trenes de pasajeros de menor velocidad, mientras que las 0-6-0, como las de la Clase 388, continuaron remolcando los trenes de mercancías. Se construyeron locomotoras con depósito incorporado para operar trenes más ligeros y los ramales de menor tráfico, siendo las más comunes las de la Clase 1076 "Buffalo" 0-6-0ST (más tarde 0-6-0PT) y las de la Clase 455 "Metro" 2-4-0T.
Gran ancho
- Clase Hawthorn (2-4-0), posteriormente (2-4-0 ST)
- Clase Swindon (0-6-0)
- Clase Rover (4-2-2)
- Clase "Estándar Mercancías" (0-6-0)
- Clase 1076 (0-6-0 ST)

Ancho estándar
- Clase Queen/Sir Alexander (2-2-2)
- Clase Sir Daniel (2-2-2)
- Clase 7/8/30/32/110 (2-2-2)
- Clase 17 (2-4-0 ST)
- Clase 56/717 (2-4-0)
- Clase 111 (2-4-0)
- Clase 302 (0-6-0 ST)
- Clase 360 (0-6-0)
- Clase 388 "Estándar Mercancías" (0-6-0)
- Clase 439 "Bicycle" (2-4-0)
- Clase 455 (2-4-0 T)
- Clase 481 (2-4-0)
- Clase 806 (2-4-0)
- Clase 927 "Coal Goods" (0-6-0)
- Clase 1076 "Buffalo" (0-6-0 ST)

### George Armstrong (Wolverhampton 1864-1897)
Después de que su hermano fuera ascendido a responsable en Swindon, George Armstrong ocupó su lugar en Wolverhampton y durante los siguientes 33 años continuó reparando, reconstruyendo y construyendo locomotoras de ancho estándar, manteniendo una línea independiente de Swindon, tal como lo había hecho Joseph durante sus propios diez años en Wolverhampton. La mayoría de las nuevas locomotoras construidas allí eran máquinas de tipo tanque, algunas de ellas muy longevas (en algunos casos, llegaron a mantenerse en servicio hasta después de la Segunda Guerra Mundial).
- Clase 34 (0-6-0)
- Clase 108 (2-4-0)
- Clase 119 (0-6-0 ST)
- Clase 322 (0-6-0 ST)
- Clase 517 (0-4-2 T)
- Clase 633 (0-6-0 T)
- Clase 645 (0-6-0 ST)
- Clase 655 (0-6-0 ST)
- Clase 850 (0-6-0 ST)
- Clase 1016 (0-6-0 ST)
- Clase 1501 (0-6-0 ST)
- Clase 1901 (0-6-0 ST)

### William Dean (1877-1902)
La temprana muerte de Joseph Armstrong en 1877 significó que la fase final del diseño de locomotoras de gran ancho fuera responsabilidad de William Dean, quien continuó el programa de renovación de las máquinas de la Clase Iron Duke y agregó más modelos convertibles, incluidas algunas de las locomotoras de mercancías de la Clase 388 proyectadas por Armstrong. También desarrolló algunas elegantes locomotoras para trenes expresos, como las de la Clase 3031. Tras el abandono de la vía de gran ancho el 20 de mayo de 1892, la mayoría de las 195 locomotoras de gran ancho restantes fueron destinadas al desguace en Swindon. La mayoría de las locomotoras convertibles se modificaron para funcionar con el ancho estándar durante los siguientes 18 meses, mientras que el resto se convirtieron en chatarra.
Dean había trabajado con Armstrong de forma intermitente durante 22 años antes de convertirse en su sucesor, y decidió mantener su política de locomotoras durante algún tiempo. Pero más adelante produjo locomotoras de mercancías de los tipos 0-6-0 y 2-6-0 estandarizadas (de las clases 2301 y 2600 "Aberdare") y 0-6-0ST de varios tamaños (las clases 2021 y 2721). Para los trenes expresos desarrolló inicialmente el tipo 2-2-2, culminando con la elegante Clase 3031. Más tarde pasó al tipo 4-4-0, produciendo las clases Badminton y Atbara con ruedas de 80 pulgadas (2,03 m) de diámetro y las clases Duke y Bulldog con ruedas de 68 pulgadas (1,73 m). Para ramales y trenes suburbanos construyó 31 locomotoras de la Clase 3600 del tipo 2-4-2T.
Gran ancho
- Nos. 8, 14, 16 (2-4-0)
- Clase 3001 (2-2-2)
- Clase 3501 (2-4-0 T)
- Clase 3521 (0-4-2 ST), luego (0-4-4 T)

Ancho estándar
La mayoría de las locomotoras tanque con depósitos del tipo silla de montar se reconstruyeron con tanques del tipo alforja a partir de 1902.
- No. 1 (4-4-0 T), después (2-4-0 T)
- Nos. 7, 8, 14, 16 (2-4-0) experimental, después (4-4-0)
- No. 13 (2-4-2 T), después (4-4-0 ST)
- Nos. 17-19 (0-6-4 PT) tanque grúa (basada en la Clase 850)
- No. 36 (4-6-0)
- No. 45 (0-4-0 ST)
- Clase River (Clase 69) (2-4-0)
- Sharpies/Cobham (Clase 157) (2-2-2)
- Clase 1661 (0-6-0 ST)
- Clase 1813 (0-6-0 ST)
- Clase 1854 (0-6-0 ST)
- Clase 2021 (0-6-0 ST)
- Clase 2201 (2-4-0)
- Clase 2301 "Dean mercancías" (0-6-0)
- Clase 2361 (0-6-0)
- Clase 2600 "Aberdare" (2-6-0)
- Clase 2602 "Kruger" (2-6-0), uno de los prototipos (4-6-0)
- Clase 2721 (0-6-0 ST)
- Clase 3001 (2-2-2), después (4-2-2)
- Clase 3031 "Dean sencilla" o "Achilles" (4-2-2)
- Clase 3201 (2-4-0)
- Clase 3206 "Barnum" (2-4-0)
- Clase 3226 (2-4-0)
- Clase 3232 (2-4-0)
- Clase 3252 "Duke" y "Bird" (4-4-0)
- Clase 3300 "Bulldog" (4-4-0)
- Clase 3501 ex-gran ancho (2-4-0 T)
- Clase 3521 (0-4-2 T), después (0-4-4 T) e inicialmente (4-4-0) (algunas locomotoras tanque anteriormente de gran ancho)
- Clase 3571 (0-4-2 T)
- Clase 3600 (2-4-2 T)
- Clase 4100 "Badminton", "Atbara", y "Flower" (4-4-0)
- Clase 4120 "Atbara" (4-4-0)
- Clase 4149 "Flower" (4-4-0)

### George Jackson Churchward (1902-1922)

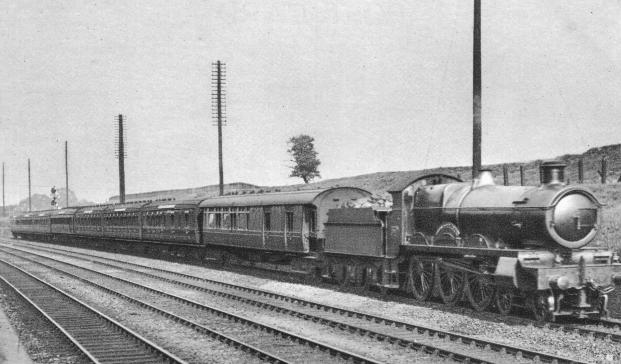
Locomotora de la Clase Saint

George Jackson Churchward comenzó su carrera ferroviaria en los talleres de locomotoras del Ferrocarril del Sur de Devon en Newton Abbot. Después de que esa compañía se convirtiera en parte del GWR en 1876, fue enviado a Swindon y trabajó con Armstrong y Dean. Después de su nombramiento como superintendente de locomotoras en 1902, desarrolló una serie de tipos de locomotoras estándar con fogón Belpaire de parte superior plana, caldera cónica, caja de humos larga y válvulas de largo recorrido; en las que además empleó numerosas piezas estandarizadas como ruedas, cilindros y bielas.
Para los trenes expresos de pasajeros, rápidamente produjo la Clase City del tipo 4-4-0, que se puso en servicio en 1903. Al año siguiente, se dice que una de estas locomotoras, la 3717 City of Truro, fue la primera en el mundo que superó las 100 millas por hora (161 km/h). En 1904 se produjo una máquina 4-4-0 más grande con la forma de las de la Clase County, pero los aumentos adicionales de tamaño exigieron más ruedas.
Ya se habían realizado experimentos para un diseño 4-6-0 mientras Dean era el responsable de Swindon, y continuaron bajo Churchward. La primera 4-6-0, la número 100, apareció en 1902 como prototipo inicial de lo que sería la Clase Saint. Una de estas locomotoras se convirtió en una 4-4-2 para realizar pruebas de comparación directas con los diseños franceses que se pusieron a prueba en el GWR en 1903. Estas experiencias hicieron que el GWR comenzara a emplear diseños de cuatro cilindros, e incluso se llegó a probar una 4-6-2, conocida como la 111 The Great Bear (la Osa Mayor), que fue la primera locomotora de este tipo de origen estadounidense en el Reino Unido. La producción en serie de máquinas 4-6-0 se inició en 1905 con la Clase Saint de dos cilindros, seguida en 1906 por la Clase Star de cuatro cilindros. En 1903 se introdujo una versión de carga de la Saint, la Clase 2800 2-8-0. Para trenes más ligeros, se produjo una serie de máquinas 2-6-0 en 1911, las de la Clase 4300, que se convertirían en las locomotoras ténder del GWR más numerosas. En 1919, este diseño se amplió para convertirse en la Clase 4700, del tipo 2-8-0.
Los objetivos de estandarización de Churchward significaron que se produjeron varias locomotoras tanque basadas en estas locomotoras con ténder. Las de la Clase 2221 de 1905 eran una versión 4-4-2 tanque de la Clase County, y de hecho, se las conocía como "County Tanks". Luego se desarrollaron en un diseño 2-6-2T, que se produjo como Clase 3100 en 1903 y como Clase 3150 tres años después. Las máquinas de la Clase 4400 2-6-2T, más pequeñas, se introdujeron en 1904 y fueron reemplazadas por la Clase 4500 un poco más grande en 1906. En 1910 aparecieron dos tipos de locomotoras tanque de carga muy diferentes. Las de la Clase 4200 eran una versión con depósito incorporado de la Clase 2800; pero también se produjo la Clase 1361, un nuevo diseño basado en un antiguo tipo del Ferrocarril Minero de Cornualles 0-6-0ST en el que se empleó la mayor cantidad posible de piezas estándar de Churchward (se utilizaron como locomotoras pequeñas para trabajar en muelles y ramales).
Otras innovaciones de Churchward incluyeron la introducción de automotores de vapor autopropulsados para trenes de pasajeros en ramales de poco tráfico y servicios suburbanos. A partir de 1915, su puesto pasó a llamarse 'Ingeniero Mecánico Jefe'. También remodeló los Talleres de Swindon, construyendo los talleres de montaje de calderas que ocupaban una superficie de 1,4 acres (0,6 ha) y la primera planta de pruebas estáticas de locomotoras en el Reino Unido.

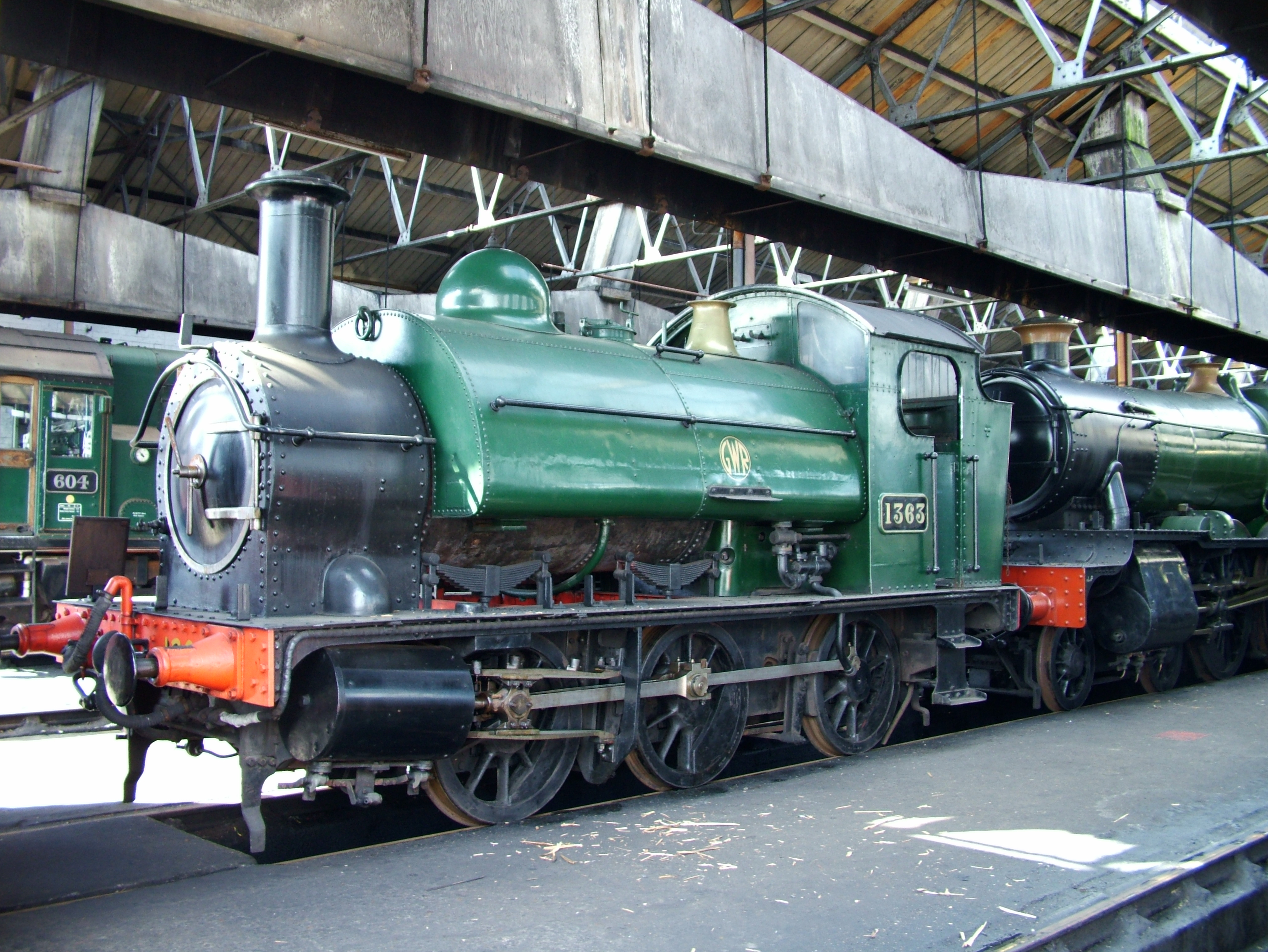
GWR Clase 1361 en el Centro del Ferrocarril de Didcot (2005)

- Clase 101 (0-4-0T) (con quemadores de fueloil): 101
- The Great Bear (4-6-2): 111
- Clase 1361 (0-6-0 ST): 1361-1365
- Clase County Tanque (4-4-2 T): 2221-2250
- Clase 2800 (2-8-0): 2800-2883
- Clase Saint (4-6-0): 2900-2955, 2971-2990, 2998
- Clase 3100 (2-6-2 T): 31xx (después 51xx)
- Clase 3150 (2-6-2 T): 3150-3190
- Clase City (4-4-0): 3700-3719
- Clase County (4-4-0): 3800-3839
- Clase Star (4-6-0): 4000-4072
- Clase 4200 (2-8-0 T): 4200-4299, 5200-5204
- Clase 4300 (2-6-0): 4300-4399, 5300-5399, 6300-6399, 7300-7321, 8300-8399, 9300-9320
- Clase 4400 (2-6-2 T): 4400-4410
- Clase 4500 (2-6-2 T): 4500-4574
- Clase 4600 (4-4-2 T): 4600
- Clase 4700 (2-8-0): 4700-4708
- Automotores de vapor
- Automotores diésel-eléctricos

### Charles Collett (1922-1941)
Charles Collett se convirtió en el Ingeniero Mecánico Jefe en 1921. Casi de inmediato tuvo que hacerse cargo de todas las locomotoras de innumerables tipos procedentes de los ferrocarriles absorbidos en 1922 y 1923. Muchas de ellas fueron 'Swindonizadas', es decir, se reconstruyeron utilizando piezas estándar del GWR. También se dedicó a diseñar muchos tipos nuevos para reemplazar a las unidades más antiguas. Muchas de las clases de locomotoras tanque del GWR más familiares se diseñaron durante este período: la Clase 1400 para pequeños ramales y trenes de corta distancia; la Clase 4575 (un desarrollo de la clase 4500 con depósitos de agua de mayor capacidad) y las grandes máquinas de la Clase 6100 del tipo 2-6-2T; las enormes locomotoras de la Clase 7200 del tipo 2-8-2T reconstruidas a partir de las máquinas de la Clase 4200; y los icónicos tanques de alforjas de las locomotoras de la Clase 5700, la primera de las cuales apareció en 1929.
Collett desarrolló aún más el tipo 4-6-0 como la locomotora exprés ideal del GWR, potenciando las Star con la Clase Castle en 1923 y luego produciendo la más grande de todas, la Clase King de cuatro cilindros, en 1927. También produjo tipos ligeramente más pequeños para servicios de tráfico mixtos (ya fuesen de pasajeros o de mercancías): la Clase Hall en 1928, la Clase Grange en 1934 y la Clase Manor en 1934. Todas estas máquinas continuaron identificándose con nombres propios. Para servicios de mercancías más ligeros, produjo su propio tipo estándar 0-6-0, la Clase 2251.
Fue bajo el control de Collett cuando apareció por primera vez la tracción diésel en el GWR. Presentó el primer automotor diésel aerodinámico en 1934, y en 1942 se habían construido 38 unidades, aunque las últimas tenían un estilo más anguloso. Algunas unidades se configuraron para prestar servicios exprés de larga distancia con bufete para los viajeros, otros para ramales de escaso tráfico o para trabajos de paquetería, y algunos se diseñaron como conjuntos de dos coches de viajeros.

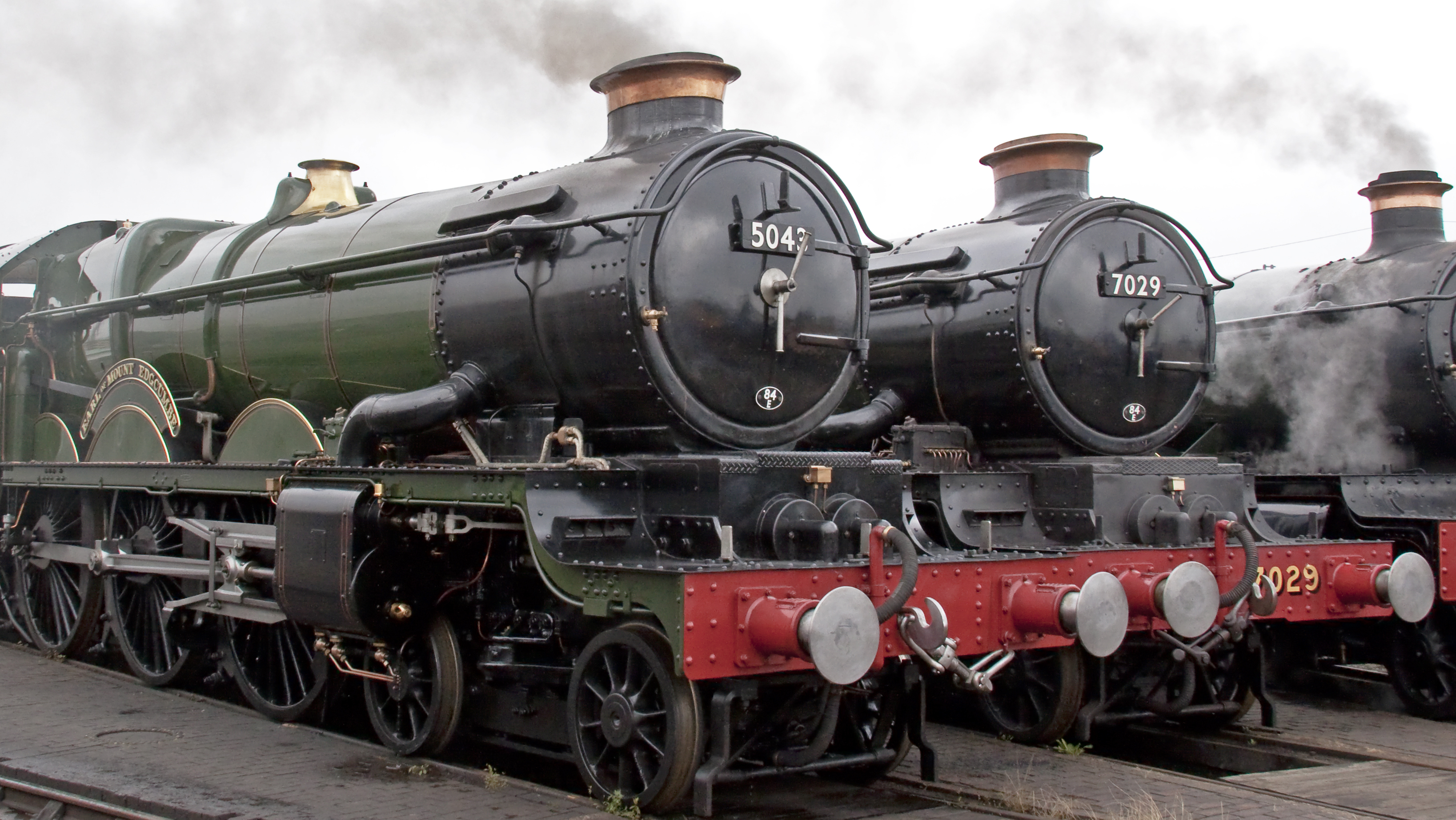
Locomotoras 5043 y 7029 de la Clase Castle, preservadas en Tyseley

- Locomotora Sentinel con engranajes (0-4-0 TG): 12
- Clase 1101 (0-4-0 T): 1101-1106
- Clase 1366 (0-6-0 PT): 1366-1371
- Clase 1400 (0-4-2 T): 1400-1474 (renumerada 1946 de los números correspondientes en el grupo 48xx-a continuación)
- 2251 (0-6-0): 2200-2299, 3200-3219
- Clase 2884 (2-8-0): 2884-2899, 3800-3866
- Clase 3100 (2-6-2 T): 3100-3104
- Clase Earl o Dukedog (4-4-0): 3200-3228, 3265 (más adelante 9000-9028, 9065)
- Castle (4-6-0): 4073-4099, 5000-5099, 7000-7037
- Clase 4575 (2-6-2 T): 4575-4599, 5500-5574
- Clase 4800 (0-4-2 T): 4800-4874 (más adelante 1400-1474)
- Clase Hall (4-6-0): 4900-4999, 5900-5999, 6900-6958
- Clase 5101 (2-6-2 T): 5101-5199, 4100-4179
- Clase 5205 (2-8-0 T): 5205-5264
- Clase 5400 (0-6-0 PT): 5400-5424
- Clase 5600 (0-6-2 T): 5600-5699, 6600-6699
- Clase 5700 (0-6-0 PT): 57xx, 67xx, 77xx, 87xx, 97xx, 36xx, 37xx, 46xx, 96xx
- Clase 5800 (0-4-2 T): 5800-5819
- Clase King (4-6-0): 6000-6029
- Clase 6100 (2-6-2 T): 6100-6169
- Clase 6400 (0-6-0 PT): 6400-6439
- Clase Grange (4-6-0):6800-6879
- Clase 7200 (mikado (locomotora de vapor) T): 7200-7253
- Clase 7400 (0-6-0 PT): 7400-7449
- Clase Manor (4-6-0): 7800-7829
- Clase 8100 (2-6-2 T): 8100-8109
- GWR Clase maniobras diésel: Máquinas de maniobras diésel 1 y 2
- Automotores diésel del GWR: Automotores diésel 1-38

### Frederick Hawksworth (1941-1949)

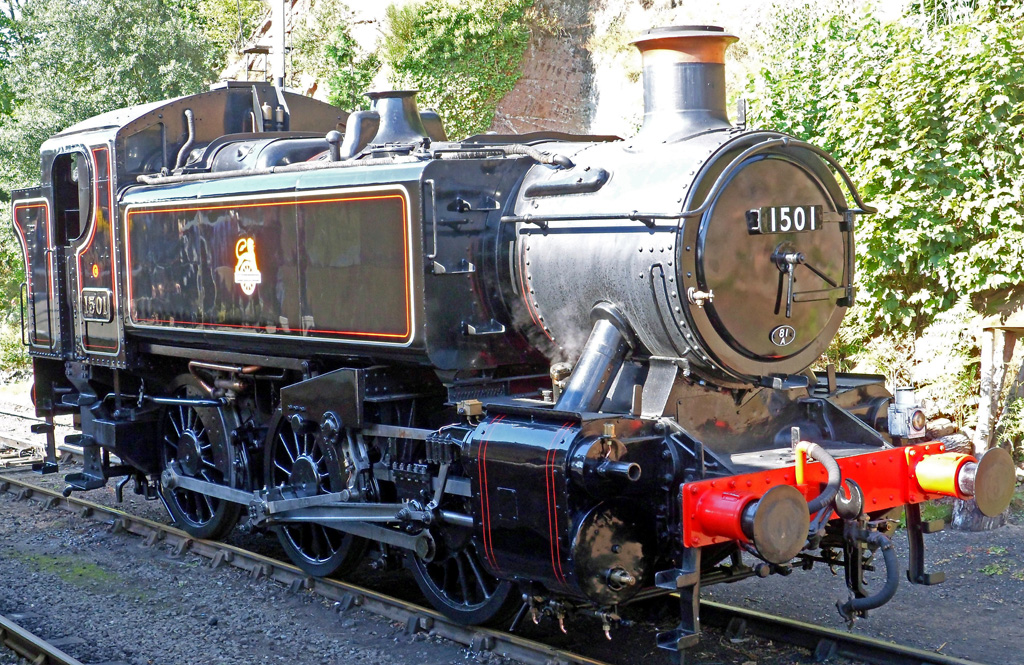
Máquina número 1501 de la Clase 1500 tanque con depósitos de alforjas diseñada por Hawksworth, en Bewdley

Frederick Hawksworth se convirtió en ingeniero mecánico jefe en 1941, por lo que el inicio de la Segunda Guerra Mundial en 1939 significó que sus nuevos diseños fueran pocos. Actualizó la Clase Hall de Collett para producir la Clase 6959, conocida como "Hall Modificada", y produjo la última máquina del GWR 4-6-0 de dos cilindros, la Clase County 4-6-0, que puso fin a una tradición que había comenzado con la Clase Saint 42 años antes. Sus calderas se basaron en las de las LMS Clase Stanier 8F 2-8-0, algunas de las cuales se habían construido en Swindon durante la guerra. Otros diseños incluyeron tres tipos de máquinas 0-6-0PT: las de la Clase 9400 con caldera de tubos de fuego; las de la Clase 1500 con distribución de válvula de Walschaerts exterior diseñadas para trabajos auxiliares en grandes estaciones; y las de la Clase 1600, una serie de máquinas muy ligeras.
- Clase County (4-6-0): 1000-1029
- Clase 1500 (0-6-0 PT): 1500-1509
- Clase 1600 (0-6-0 PT): 1600-1669
- Clase Modified Hall (4-6-0): 6959-6999, 7900-7929
- Clase 9400 (0-6-0 PT): 9400-9499, 8400-8499, 3400-3409
- GWR diésel de maniobras: Máquinas diésel de maniobras 501-507, introducidas como BR 15101-15107
- Locomotoras de turbina de gas-eléctricas del GWR: Introducidas como BR 18000 y BR 18100

## Locomotoras procedentes de empresas fusionadas (1854-1920)

### Ferrocarril de Brístol y Exeter
El Ferrocarril de Bristol y Exeter se incorporó al GWR el 1 de enero de 1876. Las locomotoras de gran ancho se numeraron en la serie 2001 a 2095; mientras que las locomotoras de ancho estándar se numeraron en la serie comprendidad entre los números 1353 y 1382.
- 1353-1382 locomotoras de vía estándar
- 2001-2004 Gran ancho (4-2-4 T) (ruedas de 8' 10")
- 2005-2006 Gran ancho (4-2-4 T) (ruedas de 8' 10")
- 2007-2014 Gran ancho (4-2-2)
- 2015-2024 Gran ancho (2-4-0)
- 2025-2027 Convertible (2-4-0)
- 2028-2053 Gran ancho (4-4-0 ST)
- 2054-2057 Gran ancho (2-2-2 T)
- 2058 ex-Ferrocarril Minero del Sur de Gales gran ancho (0-4-2 T)
- 2059-2076 Gran ancho (0-6-0)
- 2077-2090 ex-GWR Clase Swindon 0-6-0
- 2091 Gran ancho 0-6-0T
- 2092-2093 Gran ancho 0-6-0ST
- 2094-2095 Gran ancho 0-4-0T

### Ferrocarril & Muelle del Puerto de Bristol
El Ferrocarril & Muelle del Puerto de Bristol fue absorbido conjuntamente con el Ferrocarril de Midland desde el 1 de septiembre de 1890. La línea, inaugurada el 6 de marzo de 1865, fue operada por el contratista Waring Bros hasta 1869, cuando la empresa comenzó a gestionar su propio material móvil. Dos locomotoras eran propiedad de la empresa, pero nunca pasaron al Great Western Railway ni al Ferrocarril de Midland. Eran locomotoras del tipo 0-4-2T, que parece que se reconstruyeron a partir de máquinas auxiliares procedentes del Ferrocarril de Londres y del Noroeste.

### Ferrocarril de Carmarthen & Cardigan
El Ferrocarril de Carmarthen & Cardigan se fusionó con el Great Western Railway el 1 de julio de 1881.
Disponía de tres locomotoras numeradas, más una de reserva:
- 1 Clase 645 0-6-0ST/0-6-0PT, WPN Nº 196, GWR Nº (1881) 902, adquirida en noviembre de 1872
- 2 Clase 645 0-6-0ST/0-6-0PT, WPN Nº 194, GWR Nº (1881) 903, adquirida en octubre de 1872
- 3 Clase 645 0-6-0ST/0-6-0PT, WPN Nº 189, GWR Nº (1881) 904, adquirida en mayo de 1876
- Victor de Fossick & Hackworth, Wks No 176, construida en 1864, ex propiedad del Ferrocarril de Llanelly, una 0-6-0, adquirida en diciembre de 1872

### Ferrocarril Minero de Cornualles
Se transfirieron nueve locomotoras del Ferrocarril Minero de Cornualles el 1 de julio de 1877 y una más el 1 de julio de 1896.
- 1388 Peckett and Sons (0-6-0 ST) (1896)
- 1392-1400 Sharp Stewart and Company (0-6-0 T) (1877)

### Ferrocarril de Festiniog & Blaenau
Este ferrocarril tenía un ancho de vía de 1' 11½" (597 mm), siendo absorbido el 13 de abril de 1883. Más tarde se convirtió al ancho estándar como la extensión del nuevo Ferrocarril de Bala & Festiniog, después de su adquisición por parte del Great Western Railway.
Se adquirieron dos locomotoras, ambas construidas por Manning Wardle:
- 1 Manning Wardle Wks No 259, (0-4-2 ST), construida en 1868
- 2 Manning Wardle Wks No 260, (0-4-2 ST), construida en 1868

### Hook Norton Ironstone Partnership
Esta sociedad estaba en liquidación cuando el Great Western Railway compró una de sus máquinas en julio de 1904.
- Hook Norton, Manning Wardle, Wks No 1127, (0-6-0 ST), construida en noviembre de 1889. Finalmente vendida a la Compañía del Ferrocarril y Muelles de Fishguard & Rosslare en septiembre de 1907, volvió al parque de vehículos del GW en octubre de 1913, y se mantuvo en servicio hasta enero de 1926. El GW le asignó el Nº 1337.

### Ferrocarril de Liskeard y Caradon
Se adquirieron tres locomotoras el 1 de enero de 1909, que se utilizaron tanto en Caradon como en el Ferrocarril de Liskeard y Looe. La locomotora GWR experimental Nº 13 del tipo 4-4-0 ST también se usó regularmente en la línea, al principio alquilada al Ferrocarril de Liskeard y Caradon, pero continuó usándose después de que el Great Western Railway se hizo cargo de las operaciones.
- 1308 Lady Margret, una Andrew Barclay Sons & Co. (2-4-0 T)
- 1311 Cheesewring, una Gilkes Wilson and Company (0-6-0 ST)
- 1312 Kilmar, una Hopkins Gilkes and Company (0-6-0 ST)

### Ferrocarril de Llanelly
Las 21 locomotoras adquiridas en 1873 se renumeraron en la serie 894-914.

### Ferrocarril de Llynvi y Ogmore
En 1873 se adquirieron 12 locomotoras, incluidas cuatro procedentes del Ferrocarril del Oeste de Cornualles. Fueron renumerados en la serie 915-926.

### Ferrocarril de Mánchester y de Milford
Siete locomotoras fueron adquiridas por el Great Western Railway:
- 3, Lady Elizabeth, Sharp Stewart Wks (2-4-0) Nº 1756, entregada en julio de 1866. Asignada como GW Nº 1305, se vendió de inmediato.
- 4, Aberystwyth, Manning Wardle Wks (0-6-0) Nº 255, entregada en julio de 1868. Asignada como GW Nº 1339, retirada en diciembre de 1906.
- 5, Sharp Stewart Wks (0-6-0) Nº 2036 de julio de 1870. Asignada al Nº 1340, pero retirada en agosto de 1906.
- 2, Plynlimmon, Sharp Stewart Wks (2-4-2 T) Nº 3710. Asignada como GW Nº 1304, se mantuvo en servicio hasta julio de 1916.
- 6, Cader Idris, Sharp Stewart Wks (2-4-2 T) Nº 4128. Asignada como GW Nº 1306, se mantuvo en servicio hasta abril de 1919.
- 7, Ferrocarril de Londres y del Noroeste (0-6-0), construida en Crewe en noviembre de 1889 como L&NWR 1095. Se le otorgó el número GW 1341 y duró hasta noviembre de 1906.
- 1, Ferrocarril de Londres y del Noroeste (0-6-0), construida en Crewe en agosto de 1880 como L&NWR 2387. Renumerada como GW Nº 1338, duró hasta diciembre de 1915.
- 8, Great Western Railway Clase 2301 (Dean Goods) (0-6-0) (ex GW 2301), prestada desde el verano de 1905.
- 9, Great Western Railway Clase 2301 (Dean Goods) (0-6-0) (ex GW 2351), prestada desde el verano de 1905.
- 10, Great Western Railway Clase 2301 (Dean Goods) (0-6-0) (ex GW 2532), prestada desde el verano de 1905.

### Ferrocarril de Monmouthshire
Se adquirieron 53 (+1) locomotoras en 1875. Se volvieron a numerar en la serie 1301-1352.
Trabajado desde el 1 de agosto de 1875, se fusionó con el GWR el 1 de agosto de 1880.
- 1 Grylls & Co (0-8-0) construida en 1847
- 2, 3, 4, 5 Neath Abbey Ironworks (0-6-0) construidas en 1848
- 6, 7, 8 Stothert, Slaughter & Co (0-6-0) construidas en 1847, entregadas en 1849, y renumeradas como GWR 1315-1317
- 9, 10 Sharp Brothers (2-4-0 WT) fabricadas en 1849, y renumeradas como GWR 1302 y 1301
- 11 (comprada a los contratistas Waring & Son en 1849), posiblemente del tipo (0-4-0)

### Ferrocarril del Norte de Pembrokeshire & Fishguard
Absorbido por el GWR en julio de 1898.
Se recibieron 3 locomotoras, todas del tipo 0-6-0 ST:
- Precelly, Hudswell Clarke Wks Nº 175, construida en enero de 1875, renumerada como GW Nº 1379 y vendida en marzo de 1907.
- Ringing Rock, Manning Wardle Wks Nº 630, construida en 1876 y renumerada como GW Nº 1380. Finalmente se destinó al Ferrocarril de Kent & East Sussex con la denominación Nº 8 Hesperus, siendo dada de baja en 1941.
- Margaret, Fox, Walker and Company Wks Nº 410, construida en noviembre de 1878 y renumerada como GW No 1378. Vendida en 1910 al Ferrocarril de Gwendraeth Valleys, donde recibió el Nº 2 en julio de 1910. Cuando el Great Western Railway se hizo cargo de esta empresa, la locomotora se envió a Kidwelly Timplate Co. Ltd. en marzo de 1923. Llevaba una placa de registro del GW con el Nº 73 de 1911, y dejó de funcionar en 1941. Desde entonces, se ha conservado sin funcionar y se puede ver en el Museo de Scolton Manor cerca de Haverfordwest, Pembrokeshire, no lejos de su línea original.

### Ferrocarril de Pembroke y Tenby
Se recibieron 8 locomotoras tras la fusión formalizada el 1 de julio de 1896.
- 1360 Tenby, 1361 Milford Sharp Stewart (2-2-2 T)
- 1362 Pembroke Sharp Stewart (2-4-0)

(NOTA: En cuanto a la número 1361, existe una foto en la Colección SLS Stanford Jacobs que muestra que perteneció al Ferrocarril de Pembroke)
- 1363 Owen, 1364 Davies, 1365 Cambria después Tenby Sharp Stewart (0-6-0)
- 1813 Holmwood Great Western Railway Clase 1813 (0-6-0 T)
- 3201 Stella Great Western Railway Clase Stella (2-4-0)
- Llandinam, una Manning Wardle (0-6-0 ST) que era propiedad de David Davies y se utilizó en la construcción de la línea. Desguazada por su propietario antes de que los directores asumieran el cargo en 1870.
- Se pueden encontrar lecturas adicionales en Graham Davies Railways.

### Ferrocarril de Severn & Wye y Severn Bridge
El ferrocarril se otorgó de forma conjunta al Great Western Railway y al Ferrocarril de Midland el 1 de julio de 1894.
Se recibieron siete locomotoras el 1 de octubre de 1895:
- Will Scarlet, Fletcher, Jennings & Co. Wks Nº 122 (0-6-0 T), renumerada como GW Nº 1356.
- Little John, Fletcher, Jennings & Co. Wks Nº 140 (0-6-0 T), destinada al Ferrocarril de Midland como su 1123A.
- Alan-a-dale, Fletcher, Jennings & Co. Wks Nº 157 (0-6-0 T), renumerada como GW Nº 1355.
- Maid Marian, Avonside Engine Co. Wks Nº 940 (0-6-0 T), renumerada como GW Nº 1357
- Ranger, una máquina auxiliar (0-6-0) fue modificado al tipo ST por la Avonside Engine Co. en enero de 1891, y se le otorgó el número GW 1358.
- Wye, Fletcher, Jennings & Co. Wks Nº 153 (0-6-0 ST), se convirtió en la GW Nº 1359.
- Severn Bridge, Vulcan Foundry Wks Nº 860 0-6-0T, recibió el número GW Nº 1354.
- Gaveller, Vulcan Foundry Wks Nº 1309 (0-6-0 T), recibió el número GW No 1353.
- Sharpness, Vulcan Foundry Wks Nº 850 (0-6-0 T), pasó al Ferrocarril de Midland como su 1124A.
- Sabrina, Vulcan Foundry Wks Nº 953 (0-6-0 T), pasó al Ferrocarril de Midland como su 1125A.
- Forester, Vulcan Foundry Wks Nº 1163 (0-6-0 T), pasó al Ferrocarril de Midland como su 1126A.

### Ferrocarril del Sur de Devon
Las 85 locomotoras de gran ancho añadidas a la flota del Great Western Railway el 1 de febrero de 1876 incluían no solo las procedentes del Ferrocarril del Sur de Devon, sino también las 19 propiedad del Ferrocarril de Cornualles y las 8 del Ferrocarril del Oeste de Cornualles, que habían operado todas mediante una agrupación común desde 1866. Fueron numeradas en la Serie 2096-2180 pero, en general, también conservaron sus nombres.
- 1298-1300 Tres máquinas (2-4-0 T) completadas por el GWR en ancho estándar
- 2096-2105 Clase Comet (4-4-0 ST)
- 2106-2121 Clase Eagle (4-4-0 ST)
- 2122-2127 Clase Gorgon (4-4-0 ST)
- 2128-2131 Clase Leopard (4-4-0 ST)
- 2132-2135 Ex-Ferrocarril de Carmarthen y Cardigan (4-4-0 ST)
- 2136 Ferrocarril del Oeste de Cornualles (2-4-0 ST)
- 2137 Clase Prince (2-4-0 ST)
- 2138 ex-Great Western Railway Clase Banking (0-6-0 ST)
- 2139-2142 Clase Tornado (0-6-0 ST)
- 2143-2144 Clase Dido (0-6-0 ST)
- 2145-2147 ex-Ferrocarril de Llynvi Valley (0-6-0 ST)
- 2148-2153 Clase Dido (0-6-0 ST)
- 2154-2155 Clase Remus (0-6-0 ST)
- 2156 Ferrocarril del Oeste de Cornualles (0-6-0 ST)
- 2157-2159 ex-GWR Clase Sir Watkin (0-6-0 ST)
- 2160-2169 Clase Buffalo (0-6-0 ST), posteriormente reconstruidas al ancho estándar con los números 1317-1325.
- 2170 Taurus (0-6-0 ST)
- 2171 King (2-4-0 T)
- 2172-2174 Clase Owl (0-4-0 WT), con ancho estándar renumeradas después a 1327-1328.
- 2175-2179 Clase Raven (0-4-0 ST), con ancho estándar renumeradas después a 1329-1333.
- 2180 Tiny (0-4-0 vb)

### Ferrocarril de Torbay y Brixham
Fusionado con el Great Western Railway el 1 de enero de 1883. Dos máquinas de vía de gran ancho: 
- Queen
- Raven

La primera se retiró del inventario el mismo día, y la segunda había pertenecido al Ferrocarril del Sur de Devon y se volvió a incorporar al inventario del GWR.

### Ferrocarril de Vale of Neath
Las 19 locomotoras de gran ancho adquiridas en 1866 conservaron sus números originales. Las seis locomotoras de ancho estándar se volvieron a numerar en la serie 413-418:
- 1-6 Gran ancho (4-4-0 ST)
- 7-19 Gran ancho (0-6-0 ST)
- 413-418 Vía estándar

### Ferrocarril de Watlington & Princes Risborough
Inaugurado el 15 de agosto de 1872, se piensa que funcionó con una locomotora alquilada al Great Western Railway, que adquirió la titularidad de la línea el 1 de julio de 1883.
Se recibieron dos locomotoras:
- 1 Sharp Stewart Wks Nº 1016 (2-2-2 WT) de 1857, que pudo haber sido la ex-Ferrocarril de Furness No 11.
- 2 Sharp Stewart Wks Nº 2578 (2-4-0 T), que se convirtió en la GWR 1384.

### Ferrocarril de Whitland & Cardigan
Había tres locomotoras, todas de ancho estándar, y estaban numeradas como 1385-1387, siendo recibidas el 1 de septiembre de 1886:
- 1385 John Owen Fox, Walker and Company Wks Nº 170, (0-6-0 ST) construida en 1872.
- 1386 Fox, Walker and Company Wks Nº 271, (0-6-0 ST) construida en 1875.
- 1387 Fox, Walker and Company Wks Nº 340, (0-6-0 ST) construida en 1877.

### Ferrocarril del Oeste de Cornualles
Las ocho locomotoras de gran ancho del Ferrocarril del Oeste de Cornualles se operaron en un grupo común con las del Ferrocarril del Sur de Devon, y se detallan en la correspondiente sección anterior. Al mismo tiempo, el 1 de febrero de 1876, también se adquirieron otras ocho locomotoras de ancho estándar, renumeradas como 1384-1391.
- 1384 Robert Stephenson and Company (2-4-0).
- 1385 Robert Stephenson and Company (0-6-0).
- 1386 Vulcan Foundry (0-6-0 ST).
- 1387 ex-Ferrocarril de Londres y del Noroeste (0-6-0).
- 1388 ex-Ferrocarril de Londres y del Noroeste (0-6-0).
- 1389 ex-Ferrocarril de Londres y del Noroeste (0-6-0).
- 1390 ex-Ferrocarril de Londres y del Noroeste (0-6-0).
- 1391 Avonside Engine Company (0-4-0 ST).

## Locomotoras de la ROD (1919-1925)
En 1919, el GWR compró 20 locomotoras ROD 2-8-0 de la Railway Operating Division, basadas en las máquinas GCR Clase 8K de John G. Robinson. Se alquilaron otras 84 locomotoras de la misma clase en 1919-1920, pero se devolvieron en 1921-1922. En 1925 se adquirieron otras 80 locomotoras de la misma clase, de las cuales diecinueve se encontraban entre las alquiladas anteriormente.
- Clase 3000 (2-8-0): 3000-3099

## Locomotoras de empresas fusionadas (1920-1924)
Dieciocho empresas se fusionaron entre el 1 de enero de 1922 y el 1 de enero de 1924 bajo las disposiciones del Ley de Ferrocarriles de 1921, aportando 925 locomotoras.

### Ferrocarril y Muelles de Alexandra (Newport y Sur de Gales)
El 1 de enero de 1922 se recibieron 39 locomotoras:
| Fabricante                    | Tipo    | Unidades | Nº A(N&SW)D&R      | Nº GWR                      | Notas                              |
| ----------------------------- | ------- | -------- | ------------------ | --------------------------- | ---------------------------------- |
| Andrew Barclay Sons & Co.     | 0-6-2ST | 3        | 29-31              | 190-193                     |                                    |
| Hawthorn Leslie               | 0-6-2T  | 1        | 26                 | 663                         |                                    |
| R and W Hawthorn              | 0-6-0ST | 2        | 12-13              | 664-665                     |                                    |
| Kerr, Stuart & Co.            | 0-6-0T  | 2        | 34-35              | 666-667                     |                                    |
| Robert Stephenson and Company | 0-6-0ST | 3        | 15, 20-21          | 668-670                     | Bastidor doble                     |
| Hawthorn Leslie               | 0-6-0ST | 2        | 16-17              | 671-672                     |                                    |
| Robert Stephenson and Company | 0-6-0ST | 5        | 1-5                | 674-678                     |                                    |
| Peckett and Sons              | 0-6-0ST | 2        | 18-19              | 679-680                     |                                    |
| GWR                           | 0-6-0ST | 1        | 33                 | 993                         | Ex-GWR Clase 850                   |
| Kitson & Co.                  | 2-6-2T  | 1        | 25                 | 1199                        | Ex-Ferrocarril de Mersey Clase III |
| Beyer, Peacock & Co.          | 2-6-2T  | 6        | 6-11               | 1207-1209, 1211, 1201, 1204 | Ex-Ferrocarril de Mersey Clase II  |
| Hawthorn Leslie               | 2-6-2T  | 2        | 36-37              | 1205-1206                   |                                    |
| Avonside Engine Company       | 0-4-0ST | 2        | Trojan y Alexandra | 1340-1341                   |                                    |
| Beyer, Peacock & Co.          | 0-6-4T  | 3        | 22-24              | 1344-1346                   | Ex-Ferrocarril de Mersey Clase I   |
| Fletcher, Jennings & Co.      | 0-6-0T  | 1        | 32                 | 1356                        | Ex-Ferrocarril de Severn y Wye     |
| GWR Talleres de Wolverhampton | 0-4-2T  | 1        | 14                 | 1426                        | Ex-GWR Clase 517                   |
| GWR                           | 0-6-0ST | 2        | 27-28              | 1679, 1683                  | Ex-GWR Clase 1661                  |

### Ferrocarril de Barry
Del Ferrocarril de Barry se recibieron 148 locomotoras, adquiridas el 1 de enero de 1922 y numeradas aleatoriamente en varias series.
| Clase | Tipo    | Unidades | Nº BR                                        | Nº GWR                                        | Notas |
| ----- | ------- | -------- | -------------------------------------------- | --------------------------------------------- | --- |
| A     | 0-6-0T  | 5        | 1-5                                          | 699-700, 702-703, 706                         | Tres de esta clase se vendieron como locomotoras industriales durante la Agrupación. La GWR 699 se vendió a Coltness Iron Co Ltd en junio de 1932. Luego se transfirió a la Warwickshire Coal Company en 1933 para su uso en la Coventry Colliery, donde funcionó hasta 1962. La GWR 700 se vendió a Guest, Keen y Nettlefolds en Dowlais en octubre de 1927 y se desguazó en agosto de 1950. La GWR 703 se vendió a Ocean Coal Co Ltd en agosto de 1932 para su uso en la Lady Windsor Colliery en Ynysbwl, siendo desguazada en 1956. |
| B     | 0-6-2T  | 25       | 6-20, 23-32                                  | 198-201, 203-204, 206-214, 223-232            | |
| B1    | 0-6-2T  | 42       | 38-46, 54-63, 73-78, 105-116, 122-126        | 233-235, 238, 240-277                         | |
| C     | 2-4-2T  | 2        | 21-22                                        | 1322-1323                                     | |
| D     | 0-8-0   | 4        | 35-36, 92-93                                 | 1387-1390                                     | |
| E     | 0-6-0T  | 5        | 33-34, 50-51, 53                             | 781-785                                       | |
| F     | 0-6-0ST | 28       | 37, 47-49, 52, 64-65, 70-72, 99-104, 127-138 | 708, 710-726, 807, 729, 742, 747, 74, 776-780 | |
| G     | 0-4-4T  | 4        | 66-69                                        | 2-4, 9                                        | |
| H     | 0-8-2T  | 7        | 79-85                                        | 1380-1386                                     | |
| J     | 2-4-2T  | 11       | 86-91, 94-98                                 | 1311-1321                                     | |
| K     | 0-6-2T  | 6        | 117-121                                      | 193-197                                       | |
| L     | 0-6-4T  | 10       | 139-148                                      | 1347-1355, 1357                               | |

### Ferrocarril de Brecon y Merthyr
El 1 de julio de 1922 se adquirieron 47 locomotoras:
| Fabricante              | Tipo    | Unidades | Nº B&MR       | Nº GWR                                                        | Notas                                                                                 |
| ----------------------- | ------- | -------- | ------------- | ------------------------------------------------------------- | ------------------------------------------------------------------------------------- |
| Robert Stephenson & Co. | 0-6-2T  | 14       | 36-43, 45-50  | 11, 21, 332, 504, 698, 888, 1084, 1113, 1372-1375, 1668, 1670 | Clases 36/45, similares a las Clases R y P del Ferrocarril de Rhymney respectivamente |
| Beyer, Peacock & Co.    | 4-4-2T  | 1        | 44            | 1391                                                          | Ex-LSWR Clase 46 Nº 0376                                                              |
| Robert Stephenson & Co. | 2-4-0T  | 5        | 9-12, 25      | 1402, 1412, 1460, 1452, 1458                                  |                                                                                       |
| Vulcan Foundry          | 0-6-2T  | 4        | 19-20, 23, 26 | 1674, 1677, 1692, 1833                                        |                                                                                       |
| GWR                     | 0-6-0ST | 3        | 32-34         | 1685, 1693, 1694                                              | Ex-GWR Clase 1661                                                                     |
| Kerr, Stuart & Co.      | 0-6-0T  | 1        | 35            | 2161                                                          |                                                                                       |
| Kitson & Co.            | 0-6-0ST | 2        | 22, 24        | 2169-2170                                                     |                                                                                       |
| Nasmyth, Wilson & Co.   | 0-6-0ST | 3        | 27-29         | 2171-2173                                                     |                                                                                       |
| John Fowler & Co.       | 0-6-0ST | 6        | 1-4, 13-14    | 2177-2180, 2185-2186                                          |                                                                                       |
| Robert Stephenson & Co. | 0-6-0ST | 6        | 5-8, 15-16    | 2181-2184, 2186-2188                                          |                                                                                       |
| Sharp, Stewart & Co.    | 0-6-0ST | 2        | 17-18         | 2190-2191                                                     |                                                                                       |

### Ferrocarril de Burry Port y Gwendraeth Valley
El 1 de julio de 1922 se adquirieron 15 locomotoras:
| Fabricante              | Tipo    | Unidades | Nº BP&GV    | Nº GWR     | Notas                            |
| ----------------------- | ------- | -------- | ----------- | ---------- | -------------------------------- |
| Hudswell Clarke         | 0-6-0T  | 7        | 2, 9, 11-15 | 2162-2168  |                                  |
| Avonside Engine Company | 0-6-0ST | 2        | 4-5         | 2194-2195  | Denominadas Kidwelly y Cwm Mawr  |
| Avonside Engine Company | 0-6-0ST | 2        | 6-7         | 2196, 2176 | Denominadas Gwendraeth y Pembury |
| Chapman and Furneaux    | 0-6-0ST | 1        | 1           | 2192       | Denominada Ashburnham            |
| Chapman and Furneaux    | 0-6-0ST | 1        | 3           | 2193       | Denominada Burry Port            |
| Hudswell Clarke         | 0-6-0T  | 2        | 8, 10       | 2197, 2198 | No. 8, denominada Pioneer        |

### Ferrocarriles de Cambria
De los Ferrocarriles de Cambria se recibieron 94 locomotoras de ancho estándar adquiridas el 1 de enero de 1922, denominadas con números sin una sistemática clara en varias series.
| Fabricante              | Tipo    | Unidades | Nº CAM                         | Nº GWR                                                 | Notas                                                                               |
| ----------------------- | ------- | -------- | ------------------------------ | ------------------------------------------------------ | ----------------------------------------------------------------------------------- |
| Nasmyth, Wilson & Co.   | 0-4-4T  | 6        | 3, 5, 7-9, 23                  | 10, 11, 15, 19-21                                      | Aston                                                                               |
| Hunslet Engine Company  | 0-6-0T  | 1        | 24                             | 819                                                    | Ex-Ferrocarril de Lambourn Valley, desguazada en 1946                               |
| Chapman and Furneaux    | 0-6-0T  | 2        | 26, 35                         | 820-821                                                | Ex-Ferrocarril de Lambourn Valley, desguazada en 1930/32                            |
| Manning Wardle          | 0-6-0ST | 1        | 30                             | 824                                                    | Ex-Ferrocarril de Mawddwy                                                           |
| Robert Stephenson & Co. | 0-6-0   | 5        | 89-93                          | 887-892                                                | Jones, construida en 1903                                                           |
| Beyer, Peacock & Co.    | 0-6-0   | 5        | 38, 99-102                     | 864, 892-896                                           | Jones, construida en 1908                                                           |
| Beyer, Peacock & Co.    | 0-6-0   | 5        | 15, 29, 41, 42, 54             | 844, 849, 855, 873, 887                                | Jones, construida en 1918-19                                                        |
| Neilson & Co.           | 0-6-0   | 5        | 73-77                          | 875-876, 878-880                                       | Aston, construida en 1894                                                           |
| Vulcan Foundry          | 0-6-0   | 3        | 78-80                          | 881-883                                                | Aston, construida en 1895                                                           |
| Neilson, Reid & Co.     | 0-6-0   | 2        | 87-88                          | 884-885                                                | Aston, construida en 1899                                                           |
| Sharp, Stewart & Co.    | 0-6-0   | 9        | 4, 14, 40, 45-46, 48-49, 51-52 | 897-901, 908-911                                       | 22 unidades                                                                         |
| Robert Stephenson & Co. | 4-4-0   | 4        | 94, 96-98                      | 1014, 1029, 1035, 1043                                 | 5 unidades                                                                          |
| CAM, Oswestry Works     | 4-4-0   | 2        | 11, 19                         | 1068, 1082                                             |                                                                                     |
| Sharp, Stewart & Co.    | 4-4-0   | 17       | 81, 32, 47, 61-72, 83-84       | 1084-1086, 1088, 1090-1091, 1093, 1096-1097, 1100-1107 | 1106 renumerada como 1110 en 1926                                                   |
| Robert Stephenson & Co. | 4-4-0   | 2        | 85-86                          | 1108-1109                                              | 1106 renumerada como 1110 en 1926                                                   |
| Sharp, Stewart & Co.    | 4-4-0   | 6        | 50, 60, 16-17, 20-21           | 1110, 1112, 1115-1118                                  |                                                                                     |
| Beyer, Peacock & Co.    | 4-4-0T  | 6        | 34, 36, 2, 12, 33, 37          | 1113-1114, 1129-1132                                   | Ex-Ferrocarril Metropolitano Clase A; 34 & 36 reconstruidas como (4-4-0) en 1915-16 |
| Sharp, Stewart & Co.    | 2-4-0T  | 5        | 44, 56-59                      | 1190-1192, 1196-1197                                   |                                                                                     |
|                         | 2-4-0   | 2        | 10, 1                          | 1328-1329                                              | Ex-GWR (2-4-0)                                                                      |
| Sharp, Stewart & Co.    | 2-4-0   | 4        | 41, 43, 53, 55                 | 1330-1333                                              |                                                                                     |
|                         | 4-4-0   | 2        | 82, 95                         | 3521, 3546                                             | Ex-GWR Clase 3521                                                                   |

#### Ferrocarril de Vale of Rheidol
Tres locomotoras con ancho de 23 1/2 plg (597 mm) adquiridas con los Ferrocarriles de Cambria el 1 de enero de 1922, también dos locomotoras nuevas, similares a las anteriores del tipo 2-6-2 T, construidas en 1923.
| Fabricante              | Tipo   | Unidades | Nº CAM    | Nº GWR    | Notas                                                                    |
| ----------------------- | ------ | -------- | --------- | --------- | ------------------------------------------------------------------------ |
| Davies & Metcalfe       | 2-6-2T | 2        | VoR 1 & 2 | 1212-1213 | La 1213 fue "renovada" en 1924                                           |
| W. G. Bagnall           | 2-4-0T | 1        | VoR 3     | 1198      |                                                                          |
| GWR Talleres de Swindon | 2-6-2T | 2        | —         | 7-8       | Construida en 1923; bautizada como Owain Glyndŵr y Llywelyn              |
| GWR Talleres de Swindon | 2-6-2T | 1        | —         | 1213      | Construida en 1924; renumerada 9 en 1949; bautizada como Prince of Wales |

#### Ferrocarril Ligero de Welshpool y Llanfair
Dos locomotoras de ancho 2 pies 6 plg (762 mm) del tipo 0-6-0 T adquiridas con los Ferrocarriles de Cambria el 1 de enero de 1922.
| Fabricante           | Tipo   | Unidades | Nº CAM     | Nº GWR  | Notas                         |
| -------------------- | ------ | -------- | ---------- | ------- | ----------------------------- |
| Beyer, Peacock & Co. | 0-6-0T | 2        | WLLR 1 & 2 | 822-823 | Nombradas The Earl y Countess |

### Ferrocarril de Cardiff
Del Ferrocarril de Cardiff se recibieron 36 locomotoras, adquiridas el 1 de enero de 1922.
| Fabricante          | Tipo    | Unidades | Nº CR                                      | Nº GWR           | Notas                      |
| ------------------- | ------- | -------- | ------------------------------------------ | ---------------- | -------------------------- |
| Kitson & Co.        | 0-6-2ST | 13       | 20, 22, 33-35, 1, 9-10, 28, 11, 21, 27, 26 | 151-163          |                            |
| Hudswell Clarke     | 0-6-0ST | 4        | 14, 16, 17, 32                             | 681-684          |                            |
| Kitson & Co.        | 0-6-0T  | 8        | 7, 3, 4, 8, 13, 30, 29                     | 685-688, 690-692 |                            |
| Kitson & Co.        | 0-6-0PT | 1        | 2                                          | 693              |                            |
| Parfitt and Jenkins | 0-6-0ST | 4        | 12, 15, 18, 19                             | 694-697          |                            |
| Cardiff Docks       | 0-6-0ST | 1        | 24                                         | 698              |                            |
| LNWR Crewe Works    | 2-4-2T  | 1        | 36                                         | 1327             | Ex-LNWR 4ft 6in Clase Tank |
| Kitson & Co.        | 0-4-0ST | 2        | 5, 6                                       | 1338, 1339       |                            |
|                     | 0-6-0ST | 3        | 31, 23, 25                                 | 1667, 1676, 1689 | Ex-GWR Clase 1661          |

### Ferrocarril Ligero de Cleobury Mortimer y Ditton Priors
Se adquirieron dos locomotoras el 1 de enero de 1922.
| Fabricante     | Tipo    | Unidades | Nº CMDP              | Nº GWR  | Notas                         |
| -------------- | ------- | -------- | -------------------- | ------- | ----------------------------- |
| Manning Wardle | 0-6-0ST | 2        | Cleobury y Burwarton | 28 y 29 | Reconstruidas como (0-6-0 PT) |

### Ferrocarril de Gwendraeth Valleys
Se adquirieron 2 locomotoras del tipo 0-6-0 ST el 1 de enero de 1923. A una se le otorgó un número GWR, pero la segunda ("Margaret") se vendió sin que se le asignara un número del GWR.
| Fabricante        | Tipo    | Unidades | Nº GVR     | Nº GWR | Notas                                          |
| ----------------- | ------- | -------- | ---------- | ------ | ---------------------------------------------- |
| Hudswell Clarke   | 0-6-0ST | 1        | 1 Velindre | 26     |                                                |
| Fox, Walker & Co. | 0-6-0ST | 1        | 2 Margaret | —      | Vendida a la Kidwelly Timplate Company en 1923 |

### Ferrocarril de Llanelly y Mynydd Mawr
Se recibieron 8 locomotoras tras la fusión de la compañía iniciada el 1 de enero de 1923.
| Fabricante                | Tipo    | Unidades | Nº LMMR        | Nº GWR | Notas           |
| ------------------------- | ------- | -------- | -------------- | ------ | --------------- |
| Andrew Barclay Sons & Co. | 0-6-0T  | 1        | George Waddell | 312    | Vendida en 1934 |
| Hudswell Clarke           | 0-6-0T  | 2        | Tarndune       | 339    |                 |
| Hudswell Clarke           | 0-6-0ST | 1        | Hilda          | 359    |                 |
| Manning Wardle            | 0-6-0T  | 1        | Victory        | 704    |                 |
| Hudswell Clarke           | 0-6-0T  | 1        | Ravelston      | 803    |                 |
| Hudswell Clarke           | 0-6-0T  | 1        | Merkland       | 937    |                 |
| Avonside Engine Company   | 0-6-0T  | 1        | Great Mountain | 944    | Vendida en 1928 |
| Fox, Walker & Co.         | 0-6-0ST | 1        | Seymour Clarke | 969    |                 |

### Ferrocarril de Enlace Midland y Suroeste
El superintendente de locomotoras del M&SWJR de 1903 a 1923 fue James Tyrell, y se adquirieron 29 locomotoras el 1 de enero de 1923.
| Fabricante                   | Tipo   | Unidades | Nº M&SWJ | Nº GWR          | Notas |
| ---------------------------- | ------ | -------- | -------- | --------------- | ----- |
| Beyer, Peacock & Co.         | 0-4-4T | 1        | 15       | 23              |       |
| Beyer, Peacock & Co.         | 2-6-0  | 1        | 16       | 24              |       |
| Sharp, Stewart & Co.         | 4-4-4T | 2        | 17-18    | 25, 27          |       |
| Dübs & Co.                   | 0-6-0T | 2        | 13-14    | 825, 843        |       |
| Beyer, Peacock & Co.         | 0-6-0  | 10       | 19-28    | 1003-1011, 1013 |       |
| North British Locomotive Co. | 4-4-0  | 9        | 1-8, 31  | 1119-1126, 1128 |       |
| Dübs & Co.                   | 4-4-0  | 1        | 9        | 1127            |       |
| Dübs & Co.                   | 2-4-0  | 3        | 10-12    | 1334-1336       |       |

Las tres locomotoras Dübs 2-4-0 fueron las únicas del M&SWJR que sobrevivieron a la creación de British Rail en 1948. Al menos una de ellas se usó en el Ferrocarril de Lambourn Valley, probablemente debido a su ligera carga por eje.

### Ferrocarril de Neath y Brecon
Se recibieron 15 locomotoras, adquiridas el 1 de julio de 1922.
| Fabricante               | Tipo    | Unidades | Nº N&BR | Nº GWR           | Notas                               |
| ------------------------ | ------- | -------- | ------- | ---------------- | ----------------------------------- |
| Robert Stephenson & Co.  | 0-6-2T  | 3        | 11-13   | 1114, 1117, 1277 | Similar a la Rhymney Clase M        |
| Robert Stephenson & Co.  | 0-6-2T  | 2        | 9, 10   | 1327, 1371       | Ex-Ferrocarril de Port Talbot 5 y 6 |
| Yorkshire Engine Company | 4-4-0T  | 1        | 5       | 1392             |                                     |
| Sharp, Stewart & Co.     | 2-4-0T  | 1        | 6       | 1400             |                                     |
|                          | 0-6-0ST | 2        | 14-15   | 1563, 1591       | Ex-GWR Clase 1076                   |
|                          | 0-6-0ST | 2        | 16, 3   | 1715, 1882       | Ex-GWR Clase 1701                   |
| Nasmyth, Wilson & Co.    | 0-6-0ST | 2        | 7-8     | 2174-2175        |                                     |
| Avonside Engine Company  | 0-6-0ST | 2        | 1-2     | 2189, 2199       |                                     |

### Compañía del Ferrocarril y Muelles de Port Talbot
De la compañía se recibieron 22 locomotoras, adquiridas el 1 de enero de 1922.
| Fabricante                       | Tipo    | Unidades | Nº PTRD | Nº GWR           | Notas                                    |
| -------------------------------- | ------- | -------- | ------- | ---------------- | ---------------------------------------- |
| Robert Stephenson & Co.          | 0-6-2T  | 7        | 8-14    | 183-187          |                                          |
| Hudswell Clarke                  | 0-6-0ST | 6        | 22-27   | 808-809, 811-814 |                                          |
| Robert Stephenson & Co.          | 0-6-0ST | 2        | 3, 15   | 815, 816         |                                          |
| Sharp, Stewart & Co.             | 2-4-0T  | 1        | 37      | 1189             |                                          |
| Sharp, Stewart & Co.             | 2-4-2T  | 1        | 36      | 1326             | Reconstruida desde una (2-4-0 T) en 1898 |
| Sharp, Stewart & Co.             | 0-8-2T  | 3        | 17-19   | 1358-1360        |                                          |
| Cooke Locomotive & Machine Works | 0-8-2T  | 2        | 20-21   | 1378-1379        |                                          |

### Powlesland & Mason
Powlesland and Mason eran contratistas en los muelles de Swansea y sus 9 locomotoras se adquirieron el 1 de enero de 1924.
| Fabricante                | Tipo    | Unidades | Nº P&M   | Nº GWR        | Notas                                                 |
| ------------------------- | ------- | -------- | -------- | ------------- | ----------------------------------------------------- |
| Peckett and Sons          | 0-4-0ST | 3        | 3, 4, 12 | 696, 779, 935 | Renumeradas 1150-1152 entre 1949 y 1951               |
| Brush Electrical          | 0-4-0ST | 2        | 5 y 6    | 795, 921      |                                                       |
| Avonside Engine Co.       | 0-4-0ST | 1        | 7        | 925           | ex-GWR 1330, Ferrocarril del Sur de Devon Clase Raven |
| Peckett and Sons          | 0-4-0ST | 1        | 11       | 927           | Renumerada 1153 en 1949                               |
| Andrew Barclay Sons & Co. | 0-4-0ST | 1        | 14       | 928           |                                                       |
| Hawthorn Leslie           | 0-4-0ST | 1        | Dorothy  | 942           |                                                       |

### Ferrocarril de Rhondda y Swansea Bay
Se recibieron 37 locomotoras, adquiridas el 1 de enero de 1922.
| Fabricante              | Tipo    | Unidades | Nº R&SB       | Nº GWR                  | Notas                         |
| ----------------------- | ------- | -------- | ------------- | ----------------------- | ----------------------------- |
| Kitson & Co.            | 0-6-2T  | 4        | 25-28         | 164-167                 |                               |
| Kitson & Co.            | 0-6-2T  | 12       | 8-16, 20-22   | 168-179                 |                               |
| Robert Stephenson & Co. | 0-6-2T  | 2        | 23, 24        | 180, 182                | Ex-Ferrocarril de Port Talbot |
| Kitson & Co.            | 0-6-2T  | 1        | 4             | 181                     |                               |
| GWR                     | 0-6-0ST | 4        | 32, 34, 31, 2 | 728, 1167, 1652, 1660   | Ex-GWR Clase 1076             |
| Beyer, Peacock & Co.    | 0-6-0T  | 5        | 1, 3, 5-7     | 789, 801, 802, 805, 806 |                               |
| Kitson & Co.            | 2-4-2T  | 3        | 17-19         | 1307, 1309, 1310        |                               |
| GWR                     | 0-6-0ST | 2        | 36, 35        | 1710, 1756              | Ex-GWR Clase 1701             |
| GWR Talleres de Swindon | 0-6-0ST | 2        | 37, 30        | 1825, 1834              | Ex-GWR Clase 1813             |
| GWR Talleres de Swindon | 0-6-0ST | 1        | 33            | 2756                    | Ex-GWR Clase 2721             |

### Ferrocarril de Rhymney
Se incorporaron 123 locomotoras adquiridas el 1 de enero de 1922, numeradas en series salteadas.
| Fabricante | Tipo    | Unidades | Nº RR                     | Nº GWR                                                                    | Notas                               |
| ---------- | ------- | -------- | ------------------------- | ------------------------------------------------------------------------- | ----------------------------------- |
| A          | 0-6-2T  | 16       | 10-15, 18-22, 115-119     | 52-62, 71-75                                                              |                                     |
| A1         | 0-6-2T  | 8        | 23-30                     | 63-70                                                                     |                                     |
| AP         | 0-6-2T  | 4        | 35-38                     | 78-81                                                                     |                                     |
| B          | 0-6-0WT | 2        | 120-121                   | 661-662                                                                   |                                     |
| I & J      | 0-6-0ST | 11       | 48-53, 033, 036           | 612, 614, 618-619, 622, 625, 629, 631, 657, 659-660                       |                                     |
| K          | 0-6-2T  | 46       | 7-9, 57-61, 67-96, 98-105 | 84-91, 97-101, 105-110, 112-115, 117-119, 122, 127, 129-131, 133-146, 148 |                                     |
| L          | 2-4-2T  | 2        | 65-66                     | 1324-1325                                                                 |                                     |
| L1         | 0-6-2T  | 2        | 63-64                     | 159-150                                                                   |                                     |
| M          | 0-6-2T  | 6        | 16, 106-110               | 33, 47-51                                                                 |                                     |
| P          | 0-6-2T  | 2        | 4, 6                      | 82-83                                                                     |                                     |
| P1         | 0-6-2T  | 2        | 5, 31                     | 76-77                                                                     |                                     |
| R          | 0-6-2T  | 5        | 1-3, 17, 97               | 30-32, 34, 46                                                             |                                     |
| R1         | 0-6-2T  | 10       | 39-47, 62                 | 35-44                                                                     |                                     |
| S          | 0-6-0T  | 4        | 111-114                   | 608-611                                                                   | Renumeradas 93-96 entre 1947 y 1949 |
| S1         | 0-6-0T  | 3        | 32-34                     | 604-606                                                                   | Renumeradas 90-92 entre 1947 y 1948 |

### Ferrocarril Minero del Sur de Gales
Cinco locomotoras adquiridas el 1 de enero de 1923.
| Fabricante              | Tipo    | Unidades | Nº SWMR | Nº GWR           | Notas                                |
| ----------------------- | ------- | -------- | ------- | ---------------- | ------------------------------------ |
| Avonside Engine Company | 0-6-0ST | 2        | 6, 7    | 817, 818         | Ex-GWR 1317 y 1324-SDR Clase Buffalo |
| GWR                     | 0-6-0ST | 3        | 5, 3, 1 | 1546, 1806, 1811 | Ex-GWR Clase 645                     |

### Fideicomiso de Swansea Harbour
14 locomotoras adquiridas el 1 de julio de 1923.
| Fabricante                | Tipo    | Unidades | Nº SHT     | Nº GWR             | Notas                                          |
| ------------------------- | ------- | -------- | ---------- | ------------------ | ---------------------------------------------- |
| Hudswell Clarke           | 0-4-0ST | 1        | 3          | 150                |                                                |
| Andrew Barclay Sons & Co. | 0-4-0ST | 1        | 5          | 701                | Renumerada 1140 en 1948                        |
| Peckett and Sons          | 0-4-0ST | 4        | 7-10       | 886, 926, 930, 933 |                                                |
| Peckett and Sons          | 0-4-0ST | 3        | 11, 12, 18 | 929, 968, 1098     | Renumeradas 1141, 1143, 1145 entre 1948 y 1950 |
| Peckett and Sons          | 0-6-0ST | 3        | 15-17      | 1085, 1086, 937    | 1085 & 1086 renumeradas 1146 & 1147 en 1949    |
| Hudswell Clarke           | 0-4-0ST | 1        | 14         | 943                | Renumerada 1142 en 1948                        |
| Hawthorn Leslie           | 0-4-0ST | 1        | 13         | 974                | Renumerada 1144 en 1948                        |

### Ferrocarril de Taff Vale
El Ferrocarril de Taff Vale y sus 275 locomotoras fueron adquiridas el 1 de enero de 1922.
| Clase | Tipo    | Unidades   | Nº TVR | Nº GWR | Notas |
| ----- | ------- | ---------- | --- | --- | --- |
| A     | 0-6-2T  | 58         | 7, 10-12, 20, 45, 75, 80, 90-91, 122-125, 127-130, 132-136, 138-140, 144, 149, 154, 156-160, 162, 164, 165, 400-416, 3, 42, 52, 120                                                   | 335, 337, 343-349, 351-352, 356-357, 360-362, 364-368, 370-391, 393-394, 397-399, 401-404, 406, 408, 438-441         | 401-404, 406, 408, 438-441 renumeradas 303-309, 312, 316, 322 entre 1947 y 1950                                            |
| C     | 4-4-2T  | 6          | 170-175 | 1301-1303, 1305, 1308, 1304                                                                                          | |
| D     | 0-6-0ST | 8          | 250, 270 | 797, 798 | |
| E     | 0-6-0ST | 2          | 264, 265 | 795, 796 | |
| H     | 0-6-0T  | 3          | 141-143 | 792-794 | Renumeradas 193-195 en 1948/9. Construidas para la rampa de Pwllyrhebog                                                    |
| I     | 4-4-0T  | 3          | 285-287 | 1133, 1184, 999 | Equipadas para trabajar con coches automotores                                                                             |
| K & L | 0-6-0   | K: 33 L: 9 | 219, 253, 259, 261, 281, 284, 288, 298, 337, 210, 217, 220, 235-236, 239, 242, 245, 283, 297, 301-302, 304, 313-314, 316, 320, 322, 325, 327-328, 333, 335-336, 339-340, 354, 356-360 | 912-933, 935-936, 938-939, 941-944, 946, —, 948, 968-970, 974, 978, 984, 1000-1002                                   | |
| M1    | 0-6-2T  | 41         | 4-5, 14-15, 51, 54, 71, 86-89, 150, 176-181, 16, 22, 24, 50, 53, 74, 145-148, 151-153, 163, 166-169, 344, 349, 362, 364-365                                                           | 442-445, 462, 466, 478, 481-484, 487-493, 503, 505-508, 511, 513, 515-516, 520, 552, 560, 567, 573, 577-580, 582-586 | |
| N     | 0-6-2T  | 10         | 106-107, 182-189 | 485-486, 494-496, 498-502                                                                                            | |
| O     | 0-6-2T  | 6          | 21, 25-26, 33-34, 190 | 446-448, 452-453, 581                                                                                                | |
| O1    | 0-6-2T  | 14         | 27-29, 37, 41, 60-65, 70, 73, 78 | 449-451, 454-455, 471-477, 479-480                                                                                   | |
| O2    | 0-6-2T  | 9          | 31-32, 44, 66, 81-85 | 412-413, 415, 419, 421, 423-426                                                                                      | |
| O3    | 0-6-2T  | 2          | 18-19 | 410-411 | |
| O4    | 0-6-2T  | 41         | 105, 1-2, 6, 8-9, 17, 35, 38-39, 43, 46, 48-49, 56, 58-59, 67-69, 94-95, 97-98, 101-102, 104, 108-116, 118-119, 121, 13, 36                                                           | 236, 278-295, 420, 296-302, 310-311, 313-315, 317-321, 324, 333, 409, 414                                            | 420, 300, 310-311, 313, 315, 317-321, 324, 333, 409, 414 renumeradas 220, 200, 203-205, 207-211, 215-219 entre 1946 y 1950 |
| V     | 0-6-0ST | 6          | 99-100, 275, 280, 290-291 | 786-791 | |
| S     | 0-4-0ST | 1          | 267 | 1342 | |
| T     | 0-4-0ST | 1          | 266 | 1343 | |
| U     | 0-6-2T  | 8          | 23, 72, 76-77, 191-194 | 587, 589-591, 593, 595-597                                                                                           | |
| U1    | 0-6-2T  | 7          | 30, 40, 79, 195-197 | 602, 588, 592, 598-599, 603, 600                                                                                     | |

## Locomotoras de empresas fusionadas (1925-1947)

### Ferrocarril de Corris
Locomotoras de vía estrecha (2 pies 3 plg (686 mm)):
- Nº 3 (0-4-2 ST)
- Nº 4 (0-4-2 ST)

### Ferrocarril de Weston, Clevedon y Portishead
Se transfirieron dos locomotoras al Great Western Railway cuando el Ferrocarril de Weston, Clevedon y Portishead se cerró en 1940:
- GWR No.5 ex-LB&SCR Clase A1 (0-6-0 T) "Portishead"
- GWR No.6 ex-LB&SCR Clase A1 (0-6-0 T)

### Ystalyfera Tin Works
- GWR Nº 1 Peckett and Sons (0-4-0 ST) "Hercules"

## A partir de 1948
El 1 de enero de 1948, todas las locomotoras del GWR existentes pasaron a ser propiedad de la nueva British Rail (BR). A diferencia de las máquinas de otras compañías, todas las locomotoras de vapor continuaron con sus números del GWR. Por su parte, el BR continuó construyendo diseños del GWR (las clases 1000, 1500, 1600, 4073 y 6959 en particular) durante un tiempo. Cuando comenzaron a llegar las primeras locomotoras de vapor BR Standard, a menudo se las comparaba desfavorablemente con las locomotoras ex-GWR, y la Región Occidental decidió llevar adelante pruebas con locomotoras de turbina de gas y diésel-hidráulicas.
El retiro de las locomotoras ex-GWR se llevó a cabo antes que para las otras compañías de las 'Cuatro Grandes', ya que la Región Occidental tomó la decisión de ser la primera en terminar con la tracción a vapor. Sin embargo, un puñado de locomotoras que habían sido transferidas a otras regiones sobrevivieron por más tiempo. Irónicamente, debido a que el desguace de Barry recibió una gran cantidad de locomotoras ex-GWR, proporcionalmente se han preservado más locomotoras que en el caso de las otras compañías.

## Locomotoras con nombre
La mayoría de las locomotoras para trenes de pasajeros expresos tenían nombres distintivos, generalmente siguiendo temas como reyes (la Clase 6000), ciudades (Clase 3700), condados (Clase 3800, más tarde Clase 1000), castillos (Clase 4073 Castle) y casas señoriales (Clase 4900 Hall). Esta tradición se remonta a las primeras locomotoras entregadas al ferrocarril, ya que todas las máquinas de gran ancho inicialmente se identificaban solo por nombres propios. Los números aparecían por primera vez en las locomotoras de ancho de vía estándar adquiridas con las compañías del norte que se convirtieron en parte del GWR en 1862.
Varias locomotoras fueron honradas con el nombre de "Great Western". La primera fue una locomotora de vía de gran ancho de la Clase Iron Duke fabricada en 1846, la primera locomotora construida íntegramente por la compañía en sus Talleres de Swindon. Esta máquina se dio de baja en 1870, pero en 1888 se construyó una versión modernizada de la misma clase y se le dio el mismo nombre. Pero se retiró tan solo cuatro años después, cuando se dejó de usar la vía de gran ancho. Una locomotora de la Clase 3031 de ancho estándar, la número 3012, recibió el nombre de "Great Western". La última locomotora del GWR que llevó este nombre fue la Castle número 7007, que continuó en servicio en la época de British Rail. La tradición de usar este nombre ha continuado con British Rail y las compañías modernas hasta el día de hoy.

## Preservación
Se han conservado más de 140 locomotoras del Great Western (incluidas algunas diseñadas por el GWR pero construidas por British Railways). Se encuentran principalmente en museos o en ferrocarriles patrimoniales en el Reino Unido, predominantemente en el área donde operaba el GWR. Algunas locomotoras que fueron absorbidas en la agrupación de 1923 también se han conservado.

### Locomotoras diseñadas por Dean
| Clase      | Número | Basada en                       | Estado              |
| ---------- | ------ | ------------------------------- | ------------------- |
| Clase 2301 | 2516   | Museo del Great Western Railway | Exhibición estática |

### Locomotoras diseñadas por Churchward
| Clase              | Número                  | Basada en                                   | Estado |
| ------------------ | ----------------------- | ------------------------------------------- | --- |
| Automotor de vapor | 93                      | Centro del Ferrocarril de Didcot            | Carrocería original equipada con bogie de vapor de nueva construcción. Autorización de la caldera vencida en febrero de 2021 |
| Clase 1361         | 1363                    | Centro del Ferrocarril de Didcot            | En revisión |
| Clase 2800         | 2807                    | Ferrocarril de Gloucestershire Warwickshire | En revisión |
| Clase 2800         | 2818                    | Museo del Great Western Railway             | Exhibición estática |
| Clase 2800         | 2857                    | Ferrocarril de Severn Valley                | Operativa, autorización de caldera caduca en 2021                                                                            |
| Clase 2800         | 2859                    | Almacén privado, Congleton                  | En restauración |
| Clase 2800         | 2874                    | Ferrocarril de Gloucestershire Warwickshire | Condición de desguace, en espera de restauración                                                                             |
| Clase 3700 City    | 3717/3440 City of Truro | Museo del Great Western Railway             | Exhibición estática |
| Clase 4000 Star    | 4003 Lode Star          | Museo Nacional del Ferrocarril              | Exhibición estática |
| Clase 4200         | 4247                    | Ferrocarril de Bodmin Wenford               | Operativa, autorización de caldera caduca en 2021                                                                            |
| Clase 4200         | 4248                    | Museo del Great Western Railway             | Exhibición estática, dejada deliberadamente en condiciones de desguace                                                       |
| Clase 4200         | 4253                    | Ferrocarril de Kent y del Este de Sussex    | En restauración |
| Clase 4200         | 4270                    | Ferrocarril de Gloucestershire Warwickshire | Operativa, autorización de caldera caduca en 2024                                                                            |
| Clase 4200         | 4277 Hercules (*)       | Ferrocarril de Vapor de Dartmouth           | En revisión |
| Clase 4300         | 5322                    | Centro del Ferrocarril de Didcot            | Exhibición estática |
| Clase 4300         | 7325                    | Ferrocarril de Severn Valley                | Almacenada |
| Clase 4500         | 4555                    | Ferrocarril de East Somerset                | Operativa |
| Clase 4500         | 4561                    | Ferrocarril del Oeste de Somerset           | En revisión |
| Clase 4500         | 4566                    | Ferrocarril de Severn Valley                | Exhibición estática |

(*) Citada con las máquinas en preservación

### Locomotoras diseñadas por Collett
| Clase                              | Número                                      | Basada en                                   | Estado |
| ---------------------------------- | ------------------------------------------- | ------------------------------------------- | --- |
| Locomotora con engranajes Sentinel | 12 (denominada Isebrook tras salir del GWR) | Centro del Ferrocarril de Buckinghamshire   | Operativa |
| Clase 1366                         | 1369                                        | Ferrocarril del Sur de Devon patrimonial    | Operativa |
| 2251                               | 3205                                        | Ferrocarril del Sur de Devon patrimonial    | En espera de revisión |
| Clase 4800/1400                    | 4820/1420                                   | Ferrocarril del Sur de Devon patrimonial    | En revisión |
| Clase 4800/1400                    | 4842/1442                                   | Museo Tiverton de Mid Devon Life            | Exhibición estática |
| Clase 4800/1400                    | 4850/1450                                   | Ferrocarril de Severn Valley                | Fuera de servicio |
| Clase 4800/1400                    | 4866/1466                                   | Centro del Ferrocarril de Didcot            | En revisión |
| Clase 2884                         | 2885                                        | Talleres de Locomotoras de Tyseley          | En revisión |
| Clase 2884                         | 3802                                        | Ferrocarril de Llangollen                   | Operativa, autorización de caldera caduca en 2027                                                                                  |
| Clase 2884                         | 3803                                        | Ferrocarril del Sur de Devon patrimonial    | Almacenada |
| Clase 2884                         | 3814                                        | Ferrocarril de Llangollen                   | En proceso de restauración para su puesta en funcionamiento                                                                        |
| Clase 2884                         | 3822                                        | Centro del Ferrocarril de Didcot            | Exhibición estática |
| Clase 2884                         | 3845                                        | Almacén privado                             | Esperando restauración |
| Clase 2884                         | 3850                                        | Ferrocarril de Gloucestershire Warwickshire | En revisión |
| Clase 2884                         | 3855                                        | Ferrocarril del Este de Lancashire          | En proceso de restauración |
| Clase 2884                         | 3862                                        | Ferrocarril de Northampton & Lamport        | En proceso de restauración para su puesta en funcionamiento                                                                        |
| Clase 3200 'Earl'                  | 3217/9017 Earl of Berkeley                  | Ferrocarril de Bluebell                     | Almacenada |
| 4073 Castle                        | Clase 4073 Caerphilly Castle                | Museo del Great Western Railway             | Exhibición estática |
| 4073 Castle                        | 4079 Pendennis Castle                       | Centro del Ferrocarril de Didcot            | Operó de nuevo por primera vez en febrero de 2022, entra en servicio en abril de 2022; la autorización de la caldera vence en 2031 |
| 4073 Castle                        | 5029 Nunney Castle                          | Locomotive Services Limited                 | En proceso de revisión |
| 4073 Castle                        | 5043 Earl of Mount Edgcumbe                 | Talleres de Locomotoras de Tyseley          | En revisión |
| 4073 Castle                        | 5051 Earl Bathurst                          | Centro del Ferrocarril de Didcot            | Exhibición estática |
| 4073 Castle                        | 5080 Defiant                                | Talleres de Locomotoras de Tyseley          | Almacenada |
| 4073 Castle                        | 7027 Thornbury Castle                       | Gran Ferrocarril Central patrimonial        | En proceso de restauración |
| 4073 Castle                        | 7029 Clun Castle                            | Talleres de Locomotoras de Tyseley          | Operativa, certificada para líneas principales                                                                                     |
| Clase 4575                         | 4588                                        | Peak Rail                                   | En revisión |
| Clase 4575                         | 5521                                        | The Flour Mill                              | Operativa |
| Clase 4575                         | 5526                                        | Ferrocarril del Sur de Devon patrimonial    | Operativa, autorización de caldera caduca en 2027                                                                                  |
| Clase 4575                         | 5532                                        | Ferrocarril de Llangollen                   | En proceso de restauración |
| Clase 4575                         | 5538                                        | The Flour Mill                              | En proceso de restauración |
| Clase 4575                         | 5539                                        | Ferrocarril Turístico de Barry              | En proceso de restauración |
| Clase 4575                         | 5541                                        | Ferrocarril de Dean Forest                  | Operativa, autorización de caldera caduca en 2024                                                                                  |
| Clase 4575                         | 5542                                        | Ferrocarril del Sur de Devon patrimonial    | Operativa, autorización de caldera caduca en 2022                                                                                  |
| Clase 4575                         | 5552                                        | Ferrocarril de Bodmin y Wenford             | En revisión |
| Clase 4575                         | 5553                                        | Peak Rail                                   | Operativa |
| Clase 4575                         | 5572                                        | Centro del Ferrocarril de Didcot            | Exhibición estática |
| Clase 4900 'Hall'                  | 4920 Dumbleton Hall                         | Warner Bros.                                | Almacenada |
| Clase 4900 'Hall'                  | 4930 Hagley Hall                            | Ferrocarril de Severn Valley                | En revisión |
| Clase 4900 'Hall'                  | 4936 Kinlet Hall                            | Talleres de Locomotoras de Tyseley          | En revisión |
| Clase 4900 'Hall'                  | 4942 Maindy Hall                            | Centro del Ferrocarril de Didcot            | GWR Clase 2900 reconstruida como 2999 Lady of Legend. Operativa                                                                    |
| Clase 4900 'Hall'                  | 4953 Pitchford Hall                         | Ferrocarril de Epping Ongar                 | Operativa |
| Clase 4900 'Hall'                  | 4965 Rood Ashton Hall                       | Vintage Trains                              | En espera de revisión |
| Clase 4900 'Hall'                  | 4979 Wootton Hall                           | Ferrocarril de Vapor de Ribble              | En proceso de restauración |
| Clase 4900 'Hall'                  | 5900 Hinderton Hall                         | Centro del Ferrocarril de Didcot            | Exhibición estática |
| Clase 4900 'Hall'                  | 5952 Cogan Hall                             | Talleres de Locomotoras de Tyseley          | En proceso de restauración |
| Clase 4900 'Hall'                  | 5967 Bickmarsh Hall                         | Ferrocarril de Northampton & Lamport        | En proceso de restauración |
| Clase 4900 'Hall'                  | 5972 Olton Hall                             | Warner Bros. Studio Tour London             | Exhibición estática |
| Clase 5101                         | 5164                                        | Depósito de Locomotoras de Barrow Hill      | En espera de revisión |
| Clase 5101                         | 5193                                        | Ferrocarril del Oeste de Somerset           | Reconstruida como locomotora ténder (2-6-0). Operativa                                                                             |
| Clase 5101                         | 5199                                        | Ferrocarril de Llangollen                   | Operativa |
| Clase 5101                         | 4110                                        | Ferrocarril de East Somerset                | En proceso de restauración |
| Clase 5101                         | 4121                                        | Tyseley                                     | Almacenada |
| Clase 5101                         | 4141                                        | Ferrocarril de Epping Ongar                 | Esperando la reparación de la caldera                                                                                              |
| Clase 5101                         | 4144                                        | Centro del Ferrocarril de Didcot            | Operativa |
| Clase 5101                         | 4150                                        | Ferrocarril de Severn Valley                | En proceso de restauración |
| Clase 5205                         | 5224                                        | Peak Rail                                   | Almacenada |
| Clase 5205                         | 5227                                        | Centro del Ferrocarril de Didcot            | Desmantelada en piezas para ser usadas en la nueva construcción de la Churchward County Nº3840 (4-4-0) County of Montgomery        |
| Clase 5205                         | 5239 Goliath                                | Ferrocarril de Vapor de Dartmouth           | Operativa, autorización de caldera caduca en 2029                                                                                  |
| Clase 5600                         | 5619                                        | Ferrocarril de Vapor de Telford             | Operativa |
| Clase 5600                         | 5637                                        | Ferrocarril de Swindon & Cricklade          | En espera de revisión |
| Clase 5600                         | 5643                                        | Ferrocarril del Este de Lancashire          | Operativa |
| Clase 5600                         | 5668                                        | Ferrocarril de Kent & del Este de Sussex    | En proceso de restauración |
| Clase 5600                         | 6619                                        | Ferrocarril de Kent & del Este de Sussex    | En espera de revisión |
| Clase 5600                         | 6634                                        | Peak Rail                                   | En restauración |
| Clase 5600                         | 6686                                        | Ferrocarril Turístico de Barry              | En restauración |
| Clase 5600                         | 6695                                        | Ferrocarril de Swindon & Cricklade          | En revisión |
| Clase 5600                         | 6697                                        | Centro del Ferrocarril de Didcot            | Exhibición estática |
| Clase 5700                         | 3650                                        | Centro del Ferrocarril de Didcot            | En revisión |
| Clase 5700                         | 3738                                        | Centro del Ferrocarril de Didcot            | Exhibición estática |
| Clase 5700                         | 4612                                        | Ferrocarril de Bodmin y Wenford             | Operativa, autorización de caldera caduca en 2023                                                                                  |
| Clase 5700                         | 5764                                        | Ferrocarril de Severn Valley                | Exhibición estática |
| Clase 5700                         | 5775                                        | Ferrocarril de Keighley y Worth Valley      | Exhibición estática |
| Clase 5700                         | 5786                                        | Ferrocarril del Sur de Devon patrimonial    | Operativa |
| Clase 5700                         | 7714                                        | Ferrocarril de Severn Valley                | Operativa |
| Clase 5700                         | 7715                                        | Centro del Ferrocarril de Buckinghamshire   | En espera de reparaciones |
| Clase 5700                         | 7752                                        | Talleres de Locomotoras de Tyseley          | Operativa |
| Clase 5700                         | 7754                                        | Ferrocarril de Llangollen                   | En proceso de revisión |
| Clase 5700                         | 7760                                        | Talleres de Locomotoras de Tyseley          | En espera de revisión |
| Clase 5700                         | 9600                                        | Talleres de Locomotoras de Tyseley          | En espera de revisión |
| Clase 5700                         | 9629                                        | Ferrocarril de Pontypool & Blaenavon        | En revisión |
| Clase 5700                         | 9642                                        | Ferrocarril de Gloucestershire Warwickshire | En revisión |
| Clase 5700                         | 9681                                        | Ferrocarril de Dean Forest                  | En revisión |
| Clase 5700                         | 9682                                        | Ferrocarril de Dean Forest                  | En restauración |
| Clase 6000 'King'                  | 6000 King George V                          | Museo del Great Western Railway             | Exhibición estática |
| Clase 6000 'King'                  | 6023 King Edward II                         | Centro del Ferrocarril de Didcot            | En espera de revisión |
| Clase 6000 'King'                  | 6024 King Edward I                          | Ferrocarril del Oeste de Somerset           | En revisión |
| Clase 6100                         | 6106                                        | Centro del Ferrocarril de Didcot            | Exhibición estática |
| Clase 6400                         | 6412                                        | Ferrocarril del Sur de Devon patrimonial    | Operativa, autorización de caldera caduca en 2024                                                                                  |
| Clase 6400                         | 6430                                        | Ferrocarril del Sur de Devon patrimonial    | Operativa, autorización de caldera caduca en 2025                                                                                  |
| Clase 6400                         | 6435                                        | Ferrocarril de Bodmin y Wenford             | Operativa, autorización de caldera caduca en 2022                                                                                  |
| Clase 7200                         | 7200                                        | Centro del Ferrocarril de Buckinghamshire   | En restauración |
| Clase 7200                         | 7202                                        | Centro del Ferrocarril de Didcot            | En restauración |
| Clase 7200                         | 7229                                        | Ferrocarril del Este de Lancashire          | En restauración |
| Clase 7800 'Manor'                 | 7802 Bradley Manor                          | Ferrocarril de Severn Valley                | En revisión |
| Clase 7800 'Manor'                 | 7808 Cookham Manor                          | Centro del Ferrocarril de Didcot            | En proceso de revisión |
| Clase 7800 'Manor'                 | 7812 Erlestoke Manor                        | Ferrocarril de Severn Valley                | En revisión |
| Clase 7800 'Manor'                 | 7819 Hinton Manor                           | Ferrocarril de Severn Valley                | Exhibición estática |
| Clase 7800 'Manor'                 | 7820 Dinmore Manor                          | Ferrocarril de Gloucestershire Warwickshire | Operativa, autorización de caldera caduca en 2023                                                                                  |
| Clase 7800 'Manor'                 | 7821 Ditcheat Manor                         | Ferrocarril del Oeste de Somerset           | Exhibición estática en el Swindon Designer Outlet                                                                                  |
| Clase 7800 'Manor'                 | 7822 Foxcote Manor                          | Ferrocarril del Oeste de Somerset           | Operativa, autorización de caldera caduca en 2026                                                                                  |
| Clase 7800 'Manor'                 | 7827 Lydham Manor                           | Ferrocarril de Vapor de Dartmouth           | En proceso de revisión |
| Clase 7800 'Manor'                 | 7828 Odney Manor                            | Ferrocarril del Oeste de Somerset           | Operativa, autorización de caldera caduca en 2028                                                                                  |

Collet también construyó o reconstruyó las locomotoras de vía estrecha enumeradas en la entrada del Ferrocarril de Vale Of Rheidol.

### Locomotoras diseñadas por Hawksworth
| Clase                        | Número                 | Basada en                                     | Estado                                                                        |
| ---------------------------- | ---------------------- | --------------------------------------------- | ----------------------------------------------------------------------------- |
| Clase 1500                   | 1501                   | Ferrocarril de Severn Valley                  | Operativa, autorización de caldera caduca en 2022                             |
| Clase 1600                   | 1638                   | Ferrocarril de Kent y del Este de Sussex      | Operativa                                                                     |
| Clase 6959 'Modified Hall'   | 6960 Raveningham Hall  | Centro de Visitantes Hornby                   | Exhibición estática en The One:One Collection, Margate. En espera de revisión |
| Clase 6959 'Modified Hall'   | 6984 Owsden Hall       | Centro del Ferrocarril de Buckinghamshire     | En proceso de restauración                                                    |
| Clase 6959 'Modified Hall'   | 6989 Wightwick Hall    | Centro del Ferrocarril de Buckinghamshire     | Operativa                                                                     |
| Clase 6959 'Modified Hall'   | 6990 Witherslack Hall  | Gran Ferrocarril Central                      | Operativa, autorización de caldera caduca en 2026                             |
| Clase 6959 'Modified Hall'   | 6998 Burton Agnes Hall | Centro del Ferrocarril de Didcot              | Exhibición estática                                                           |
| Clase 6959 'Modified Hall'   | 7903 Foremarke Hall    | Ferrocarril de Gloucestershire y Warwickshire | Operativa, autorización de caldera caduca en 2026                             |
| Clase 9400                   | 9400                   | Museo del Great Western Railway               | Exhibición estática                                                           |
| Clase 9400                   | 9466                   | Ferrocarril de Ecclesbourne Valley            | Operativa, autorización de caldera caduca en 2026                             |
| Locomotora de Turbina de Gas | 18000                  | Centro del Ferrocarril de Didcot              | Exhibición estática                                                           |

### Locomotoras combinadas/preagrupadas
Se sabe que sobreviven nueve locomotoras de preagrupación que fueron absorbidas por el GWR en 1923:
- Ferrocarril de Narberth Road y Maenclochog (0-6-0 ST) construida por Fox, Walker & Company en 1878. Perteneció al NP&FR hasta 1894, al GVR hasta 1911, pasando a ser la GWR Nº 1378.
- Alexandra Docks (0-4-0ST) Trojan, construida por Avonside en 1897, GWR Nº 1340.
- Ferrocarril de Taff Vale Clase O1 (0-6-2 T) Nº 28 construida por TVR Cardiff West en 1897, GWR Nº 450.
- Ferrocarril de Cardiff (0-4-0 ST) Nº 5 construida por Kitson & Co en 1898, GWR Nº 1338.
- Ferrocarril de Taff Vale Clase O2 (0-6-2T) Nº 85 construida por Neilson, Reid & Co. en 1899, GWR Nº 426.
- Ferrocarril de Port Talbot (0-6-0 ST) Nº 26 construida por Hudswell Clarke en 1900, GWR Nº 813.
- Powlesland and Mason (0-4-0 ST) Nº 6 construida por Brush Electrical en 1906, GWR Nº 921.
- Fideicomiso del Puerto de Swansea (0-4-0 ST) Nº 13 construida por Hawthorn Leslie en 1909, GWR Nº 974.
- BP&GVR Nº2 Pontyberem. Fue vendida en 1914 por la empresa y se adaptó para su uso industrial y, por lo tanto, no pasó a ser propiedad de GWR, pero estuvo localizada en el DRC durante un tiempo.

### Locomotoras de vía estrecha
Se adquirieron tres locomotoras de vía estrecha (ancho de 23 3/4 plg (603 mm)) procedentes del Ferrocarril de Vale of Rheidol como parte de los Ferrocarriles de Cambria tras la agrupación, pero solo una se mantuvo en servicio hasta alcanzar la formación de British Rail en 1989:
- 2-6-2T VoR Nº 2 (originalmente llamada Prince of Wales) construida por Davies and Metcalfe en 1902, después GWR Nº 1213 en 1922, reconstruida en 1924, renumerada como 9 por los Ferrocarriles Británicos en 1949 y nombrada "Prince of Wales" en 1956. Todavía en servicio.

Dos más, similares a la número 1213, fueron reconstruidas en 1923 por el GWR en Swindon:
- 2-6-2T Nº 7 construida por el GWR en 1923, llamada Owain Glyndŵr en 1956 por British Railways
- 2-6-2T Nº 8 construida por el GWR en 1923, llamada Llywelyn en 1956 por British Railways

Estas dos, junto con la número 9, todavía continúan operando en su línea original.
Desde el Ferrocarril Ligero de Welshpool y Llanfair (con un ancho de vía de 2 pies 6 plg (762 mm)), absorbido por el GWR como parte de los Ferrocarriles de Cambria en la agrupación:
- 0-6-0T Nº 822 The Earl construida por Beyer, Peacock & Co. en 1902, conservada como Nº 822 The Earl en el WLLR.
- 0-6-0T Nº 823 The Countess (rebautizada como Countess por el GWR) construida por Beyer, Peacock & Co. en 1902, conservada como Nº 823 Countess en el WLLR.

Del Ferrocarril de Corris (con un ancho de vía de 2 pies 3 plg (686 mm)), que fue adquirido por el GWR en 1930, se recibieron las locomotoras siguientes:
- 0-4-2ST Nº 3 construida por Hughes Falcon en 1878, conservada como Nº 3 Sir Haydn en el Ferrocarril Talyllyn.
- 0-4-2ST Nº 4 construida por Kerr, Stuart and Company en 1921, conservada como Nº 4 Edward Thomas en el Ferrocarril de Talyllyn.